# Histoire de la rhétorique

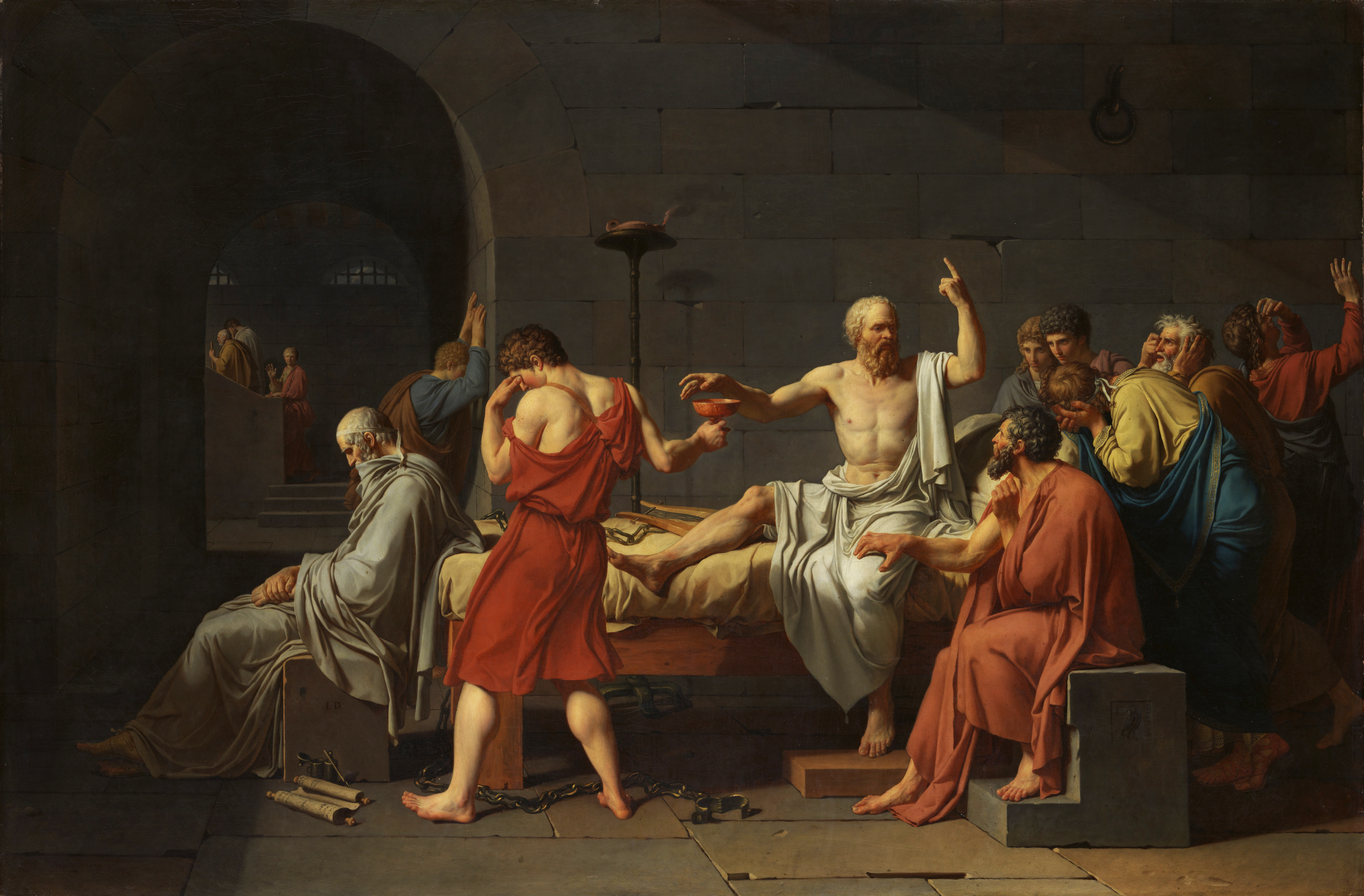
Jacques-Louis David, La Mort de Socrate (1787). Socrate est mort en discourant selon Platon, dans son Apologie de Socrate.

L'histoire de la rhétorique rassemble les usages pratiques de l'art oratoire ainsi que les études et traités théoriques sur l'éloquence et le système rhétorique. Elle prend sa source dans la Grèce antique pour être redécouverte au XXe siècle, à travers les besoins de communication.
La rhétorique vise donc à persuader un auditoire sur les sujets les plus divers. Elle a progressivement laissé place à un art de bien dire plutôt qu’un art de persuader, se restreignant à un inventaire de figures relevant des ornements du discours. Son histoire se confond avec l'histoire de sa définition ; ainsi, selon le spécialiste Michel Meyer dans son Histoire de la rhétorique des Grecs à nos jours, il s'agit d'un véritable « casse-tête » quant à donner une définition acceptable de la rhétorique. Il ajoute : « on peut tirer la rhétorique de tous les côtés, mais ça sera aux dépens de son unité, si ce n'est par réduction et extension arbitraires qui se verront de toute façon opposées par une autre ».
Depuis les Grecs, où l'art rhétorique était avant tout un moyen d'enseignement ainsi qu'un outil politique, cet art oratoire a tout à tour concerné la littérature, le théâtre, la vie sociale et la philosophie. La rhétorique comme système autonome a périclité au XIXe siècle, avant de renaître, de manière spectaculaire, au XXe siècle, grâce aux études de linguistes, mais aussi de philosophes et de sociologues.

## Préambule à l'histoire de la rhétorique

### Une double lecture de l'histoire de la rhétorique
La rhétorique, qualifiée par Roland Barthes de « métalangage » (discours sur le discours), a comporté plusieurs pratiques présentes successivement ou simultanément selon les époques. La rhétorique n’a jamais été abandonnée tout au long de l’histoire car les besoins de convaincre et persuader ont toujours existé au sein de groupes sociaux. Mais, selon les époques, elle a eu des statuts bien différents. En schématisant fortement son évolution, on peut dire qu’elle a constamment oscillé entre une conception sociale et pratique et une conception formaliste. L'histoire de la rhétorique peut se lire suivant deux voies :
1. une histoire de sa conception sociale, qui est celle qui mise principalement sur le discours en public et la controverse (philosophique et politique surtout). Cette conception de la rhétorique a surtout été défendue durant l'Antiquité par les sophistes grecs, Démosthène, puis les romains Cicéron et Quintilien en particulier ;
2. une histoire à l'approche formaliste se focalise, elle, sur les techniques discursives, et notamment sur celles qu'étudiait l'élocution, à travers des auteurs comme Ramus, Dumarsais, Pierre Fontanier, ou, au XXe siècle Gérard Genette et le Groupe µ.

Dès la basse Antiquité, en effet, à la suite de la disparition de la cité antique, la fonction politique de la rhétorique s'est perdue : l’éloquence perd son statut d'instrument politique pour devenir simple fin recherchée en elle-même. De pratique, la rhétorique devient un art pour l'art. La rhétorique se réduit alors à l'étude des ornements relevant de l'elocutio et en premier lieu les figures de style. C'est pourquoi l'approche sociale de la rhétorique tend à maintenir intacte l'opposition entre rhétorique et poétique, la seconde à l'abolir, voyant dans les deux disciplines une étude des structures des textes et discours. Pour Gérard Genette la rhétorique n'a cessé d'être dépouillée de ses éléments constitutifs ; il parle en effet d'une « rhétorique restreinte » concernant la discipline actuelle, une rhétorique se focalisant d'abord sur l'élocution puis aux tropes.
On peut constater parallèlement que peu à peu chacune des parties du grand édifice conceptuel qu’elle constituait a pris son indépendance, tant dans le domaine des disciplines théoriques que dans celui des disciplines pratiques. Les moyens expressifs comme les figures de style sont ainsi l'objet d'une discipline autonome, la stylistique, à titre d'exemple. D'un autre côté, l'étude des mécanismes de démonstration a débouché sur la logique formelle. L'art mnémotechnique est devenu autonome et s'est séparé de la rhétorique également. La linguistique ou la pragmatique se sont littéralement emparés du système rhétorique enfin.

### Une discipline d'origine essentiellement européenne
La rhétorique est un héritage gréco-romain qui ne peut être transposé que difficilement dans les autres cultures et civilisations. François Jullien a ainsi montré dans Le détour et l'accès. Stratégies du sens en Chine, en Grèce qu'il existe également dans l'Empire du Milieu un art oratoire fondé également sur la persuasion. Les travaux des anthropologues Ellen E. Facey et de David B. Coplan, concernant les cultures orales d'Afrique et d'Australasie, vont également dans ce sens. La rhétorique ne concerne également pas les civilisations proches de celle grèco-romaine comme l'Égypte. David Hutto a en effet montré que celle-ci a développé son propre art de persuasion alors qu'Yehoshua Gitay a analysé les modes d'argumentation propres au judaïsme. Dans le monde indien, le « Kavyalankara » ou la science des ornements poétiques traverse les poèmes sanskrits connus sous le nom de kavya peut s'apparenter à un elocutio, sans que pour autant le système rhétorique soit aussi complexe que celui des Grecs puis des Romains.
Cependant, la rhétorique au sens propre est une discipline de tradition européenne, que le droit et la politique ont notamment exportés de par le monde.

## Rhétorique dans l'Antiquité grecque

### Polymnie, la muse de la rhétorique

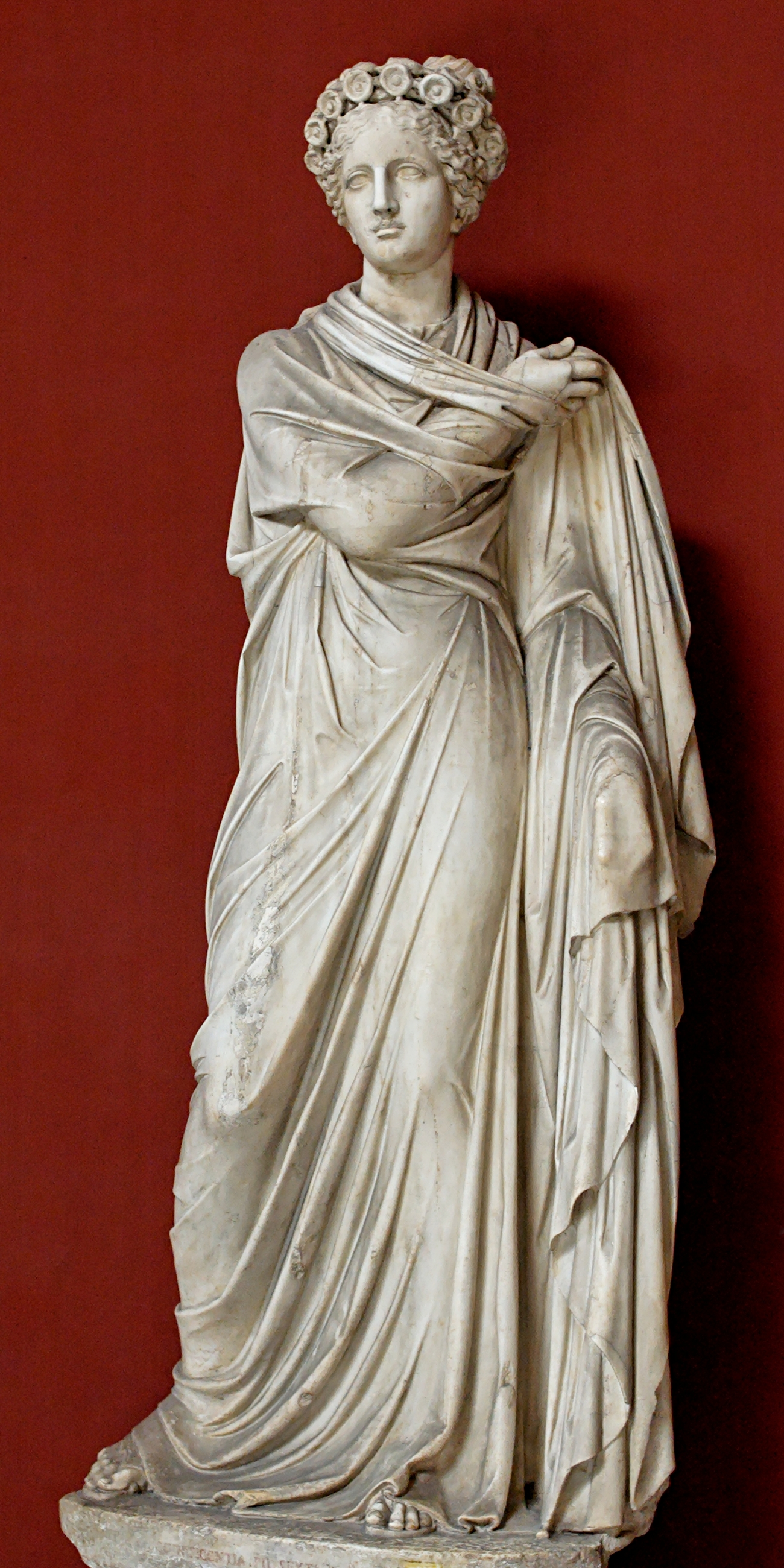
Représentation de la muse Polymnie.

Polymnie, Πολυμνία, ou Polymnía, « celle qui dit de nombreux hymnes » étymologiquement, est la muse des chants nuptiaux, du deuil, et de la pantomime. Elle personnifie la rhétorique mais aussi la musique. Le rapport à la musique n'est cependant pas totalement incongru. Nombre d'auteurs voient dans l'architecture musicale une transposition savante des principes rhétoriques. Ainsi le professeur de musique canadien Michael Purves-Smith étudie les prologues composés, au XVIIe siècle, par Philippe Quinault et Jean-Baptiste Lully dans leurs tragédies lyriques comme autant d’ouvertures ou d’exordes rhétoriques. Purves-Smith note également les métaphores constantes des musiciens qui comparent ces prologues d'opéra à des vestibules ou à l’entrée d’un édifice. Polymnie est aussi connue sous le nom d'« Eloquentia » mais elle est peu représentée en littérature ou en iconographie. Elle apparaît cependant comme personnage du conte de Charles Perrault, Fées ainsi que dans certains tableaux d'inspiration antique. Elle est couronnée de fleurs, quelquefois de perles et de pierreries, avec des guirlandes autour d'elle, et est toujours habillée de blanc. Sa main droite est en action comme pour haranguer, et elle tient de la main gauche tantôt un sceptre, tantôt un rouleau sur lequel est écrit le mot latin « suadere », signifiant « persuader » ainsi que les noms des deux grands orateurs de l'Antiquité grecque et romaine, Démosthène et Cicéron.

### Un art politique

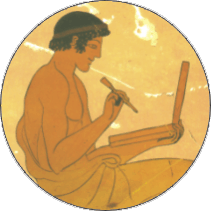
La rhétorique est le premier des « sept arts » à maîtriser dans le cursus scolaire du monde gréco-romain avec la grammaire, la dialectique, la géométrie, l'arithmétique, l'astronomie et la musique.

Dans l'Antiquité la rhétorique s'intéressait à la persuasion dans des contextes publics et politiques, comme les assemblées et les tribunaux. À ce titre, elle s'est développée dans les sociétés ouvertes et démocratiques avec des droits de libre expression, de libre réunion, et des droits politiques pour une partie de la population, c'est-à-dire dans les sociétés tenant de la démocratie athénienne. Les théoriciens de la rhétorique (Anaximène, Aristote, Démétrios, Cicéron, Quintilien, Hermagoras de Temnos, Hermogène, d'autres encore), grecs et latins, ont formalisé la discipline, tant sur le plan pratique que sur le plan théorique et principalement au sein de la sphère politique ou judiciaire.
Dès les origines, la rhétorique a un versant pratique et un versant théorique et philosophique en effet. D’un côté, elle s'est constituée en ensemble de « recettes » se mettant à la disposition de l'orateur ou de l'écrivain, au sein des débats judiciaires ou politiques, ludiques également Mais, très tôt, elle a mobilisé des questions théoriques de première importance. En effet, elle situe son action dans le monde du « possible » et du « vraisemblable » : « Elle se prononce sur l'opinion, non sur l'être ; elle a sa source dans une théorie de la connaissance qui se fonde sur le vraisemblable (eikos), le plausible et le probable, non sur le vrai (alethes) et la certitude logique. » explique Philippe Roussin. En s'occupant du vaste domaine des sentiments, des opinions, la rhétorique pose des questions comme la crédibilité, le lieu commun ou l'évidence, que la sociologie ou les sciences du discours assumeront par la suite.

### Les origines de la rhétorique
La rhétorique en tant que discipline autonome naît vers 465 av. J.-C. en Grèce antique lorsque deux tyrans siciliens, Gelon et Hiéron, exproprient et déportent les populations de l'île de Syracuse, pour le peuple de mercenaires à leur solde. Les natifs de Syracuse se soulevèrent démocratiquement et voulurent revenir à l'empire antérieur des choses, ce qui aboutit à d'innombrables procès de propriété. Ces procès mobilisèrent de grands jurys devant lesquels il fallait être éloquent. Cette éloquence devint rapidement l'objet d'un enseignement dispensé par Empédocle d'Agrigente, Corax et Tisias (à qui est attribué le premier manuel), enseignement qui se transmit ensuite en Attique par les commerçants qui plaidaient conjointement à Syracuse et à Athènes.

### Les sophistes
La rhétorique fut ensuite rendue populaire au Ve siècle av. J.-C. par des professeurs itinérants connus sous le nom de sophistes, rhéteurs itinérants qui donnaient des cours de rhétorique. L'objet central de leur préoccupation était le logos ou de manière générale tout ce qui avait à voir avec le discours. La réputation de manipulateurs, qui date des actes des sophistes, a été propagée par Platon, à tel point que l'historien Jacob Burckhardt a qualifié de « monstrueuse aberration » la rhétorique de l'Antiquité.

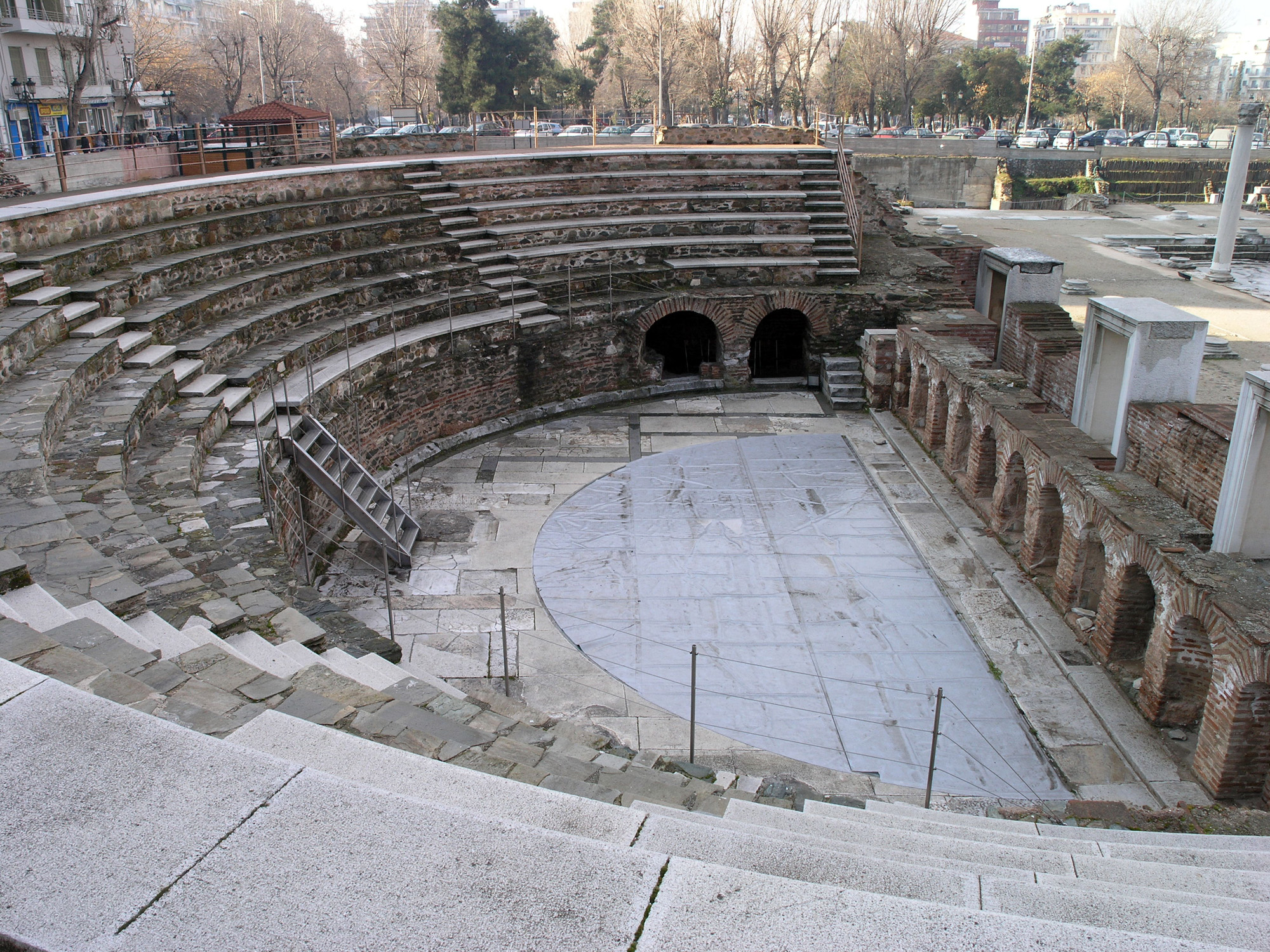
Les sophistes officiaient dans les discours publics et notamment à l'agora.

Ils définissent les parties du discours, analysent la poésie, distinguent les synonymes, inventent des stratégies d'argumentation. Leur but est en effet avant tout pratique : permettre de comprendre les types de discours et les modes d'expression les plus à même de convaincre leur auditoire et d'accéder aux plus hautes places dans la cité. « Les Sophistes s'adressent à quiconque veut acquérir la supériorité requise pour triompher dans l'arène politique » explique Henri-Irénée Marrou, dans Histoire de l'éducation dans l'Antiquité. Les sophistes sont en effet des enseignants réputés qui ont été les premiers à répandre l'art rhétorique.
Les sophistes les plus célèbres furent Protagoras, Gorgias, qui, auprès de Socrate, disait pouvoir soutenir n'importe quelle thèse, Prodicos de Céos, l'un des premiers à étudier le langage et la grammaire, et Hippias d'Élis, qui prétendait tout savoir. Protagoras est considéré comme le père de l'éristique, l'art de la controverse. Son enseignement repose sur l'idée que sur n'importe quelle question, l'orateur peut soutenir deux thèses contraires, le vrai et le faux étant inutiles pour convaincre. Gorgias était surtout connu pour le travail du style de ses textes épidictiques. Il développe une véritable prose d'art pour remplacer la métrique (poésie) et la musicalité du vers. Il inaugure quant à lui le genre épidictique. L'enseignement des sophistes enfin est fondé sur quatre méthodes : les lectures publiques de discours, les séances d'improvisation sur n'importe quel thème, la critique des poètes (comme Homère ou Hésiode) et l'éristique (ou art de la discussion).

### Platon: la dialectique

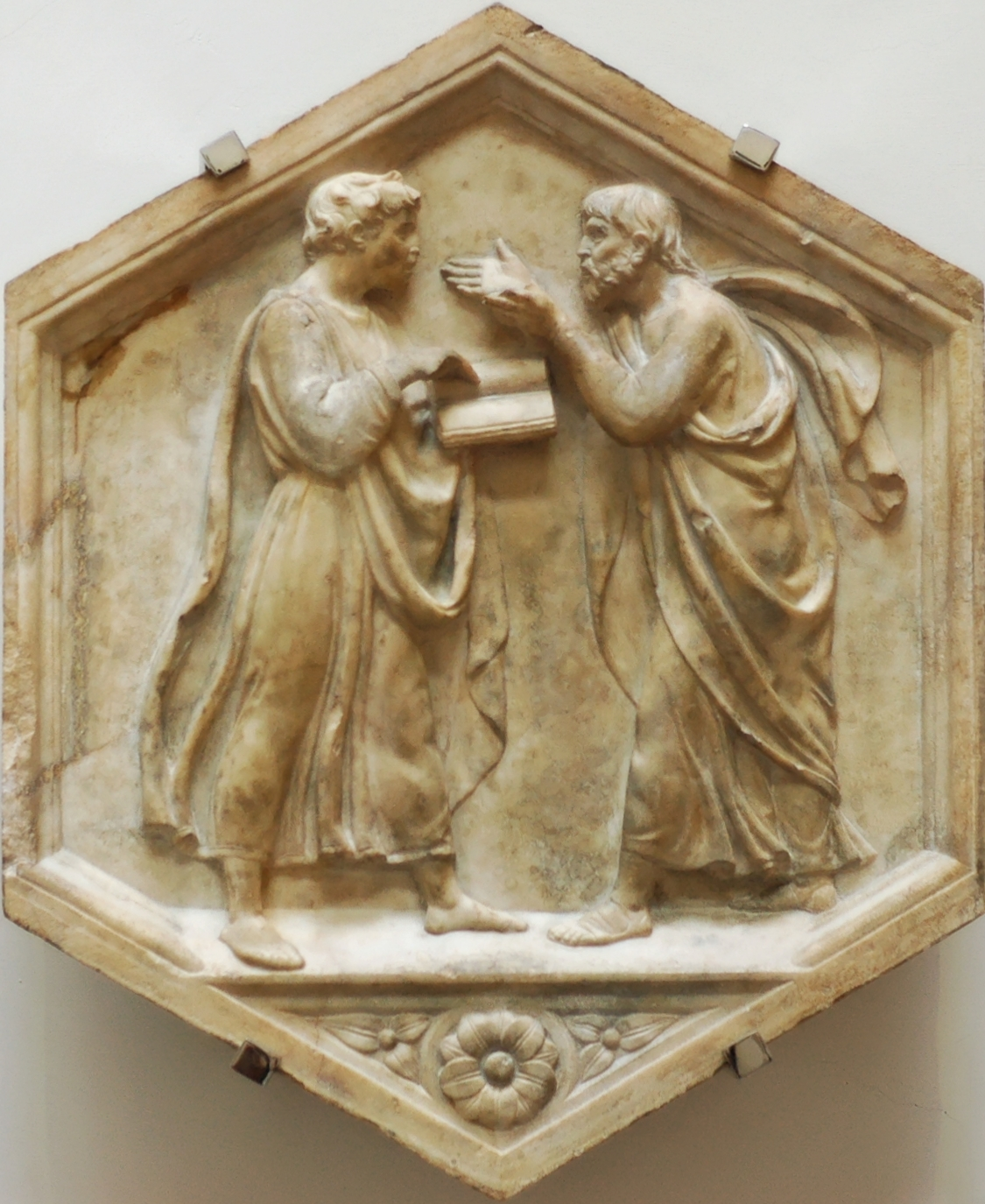
Platon et Aristote discourant.

C'est contre les sophistes que Platon (428 av. J.-C. - env. 347 av. J.-C.) s'élève en premier lieu. Posant que la vérité doit être l'objet et le but de la rhétorique, il en vient à rapprocher art oratoire et philosophie, à travers la méthode de la dialectique : la raison et la discussion mènent peu à peu à la découverte d'importantes vérités. Platon pensait en effet que les sophistes ne s'intéressaient pas à la vérité, mais seulement à la manière d'y faire adhérer autrui. Ainsi il rejetait l'écrit et recherchait la relation verbale directe et personnelle. Le mode fondamental du discours est le dialogue entre le maître et l'élève.
Platon oppose ainsi deux rhétoriques :
1. la « rhétorique sophistique », mauvaise, qui est constituée par la « logographie », qui consiste à écrire n'importe quel discours et a pour objet la vraisemblance et qui se fonde sur l'illusion ;
2. la « rhétorique de droit » ou « rhétorique philosophique », qui constitue pour lui la vraie rhétorique qu'il appelle « psychagogie »[16].

Les deux dialogues de Platon concernant précisément la rhétorique sont le Gorgias et le Phèdre. Dans ce dernier dialogue, Socrate explique que la rhétorique use de deux procédés antagonistes : la « division » et le rassemblement.
Toute l'histoire de la rationalité en philosophie est traversée par le débat mis en forme par Platon entre la rhétorique, qui argumente sur des opinions probables et transitoires afin de convaincre, et la philosophie, qui argumente sur des vérités certaines. Toute l'histoire de la philosophie politique également en est le reflet : depuis Platon il y a une politique du vrai, de l'absolu, du dogme, et des politiques du possible, du relatif, du négociable (ce qui était précisément comment les sophistes définissaient la pratique rhétorique, fer de lance, pour eux, de la démocratie délibérative).

### Aristote et la logique des valeurs

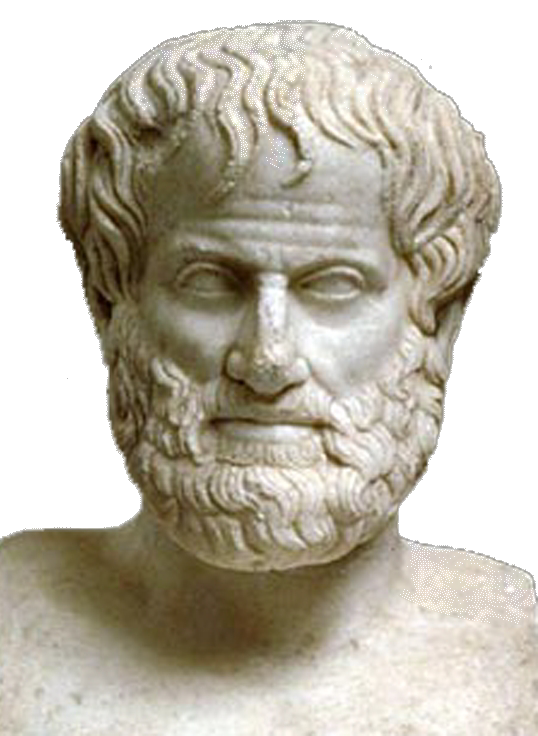
Aristote, le fondateur du système rhétorique.

Aristote (384 av. J.-C. - 322 av. J.-C.) est l'élève de Platon. Il compose trois ouvrages de rhétorique majeurs : la Poétique, la Rhétorique et les Topiques. En matière de rhétorique, il est l'auteur le plus central, tant par son esprit d'analyse que par son influence sur les penseurs successifs. Pour Aristote, la rhétorique est avant tout un art utile. Moins qu'un moyen de persuasion, elle est un « moyen argumenter, à l'aide de notions communes et d'éléments de preuves rationnels, afin de faire admettre des idées à un auditoire ». Elle a pour fonction de communiquer les idées, en dépit des différences de langage des disciplines. Aristote fonde ainsi la rhétorique comme science oratoire autonome de la philosophie.
Par ailleurs, Aristote va développer le système rhétorique, rassemblant l'ensemble des techniques oratoires. En distinguant trois types d'auditeurs, il distingue ainsi, dans la Rhétorique, trois « genres rhétoriques », chacun trouvant à s'adapter à l'auditeur visé et visant un certain type d'effet social :
- le délibératif qui s'adresse au politique et son objectif est de pousser à la décision et à l'action et qui a pour fin le « bien » ;
- le judiciaire qui s'adresse au juge et vise l'accusation et/ou la défense et qui a pour fin le « juste » ;
- le démonstratif ou « épidictique » qui fait l'éloge ou le blâme d'une personne et qui a pour fin le « beau » (en terme actuel : la « valeur »).

À chaque discours s'accorde une série de techniques et un temps particulier : le passé pour le discours judiciaire (puisque c'est sur des faits accomplis que porte l'accusation ou la défense), le futur pour le délibératif (l'orateur envisage les enjeux et conséquences futures de la décision, objet du débat), enfin le présent essentiellement mais aussi passé et futur pour le démonstratif (il est question des actes passés, présents et des souhaits futurs d'une personne). Le mode de raisonnement varie aussi. Le judiciaire a le syllogisme rhétorique (ou enthymème) comme instrument principal, le délibératif privilégie l'exemple et l'épidictique enfin met en avant l'amplification.
Chaque ouvrage d'Aristote permettra ainsi de rendre une méthodologie rationnelle de l'art oratoire. L'héritage platonicien, en dépit de divergences fondamentales entre les deux philosophes, est ainsi conservé à travers la dialectique. Aristote en définit les règles dans les « livres V » des Topiques et VI de Les Réfutations Sophistiques, de l'Organon. Celles-ci se fondent sur la logique, également codifiée par Aristote. Les Topiques définissent le cadre des possibilités argumentatives entre les parties, c'est-à-dire les lieux rhétoriques. Pour Jean-Jacques Robrieux, « Ainsi est tracée, avec Aristote, la voie d'une rhétorique fondée sur la logique des valeurs ». Par ailleurs, Aristote a surtout permis la « tripartition « ethos, pathos, logos » » selon l'expression de Michel Meyer.

### Démosthène

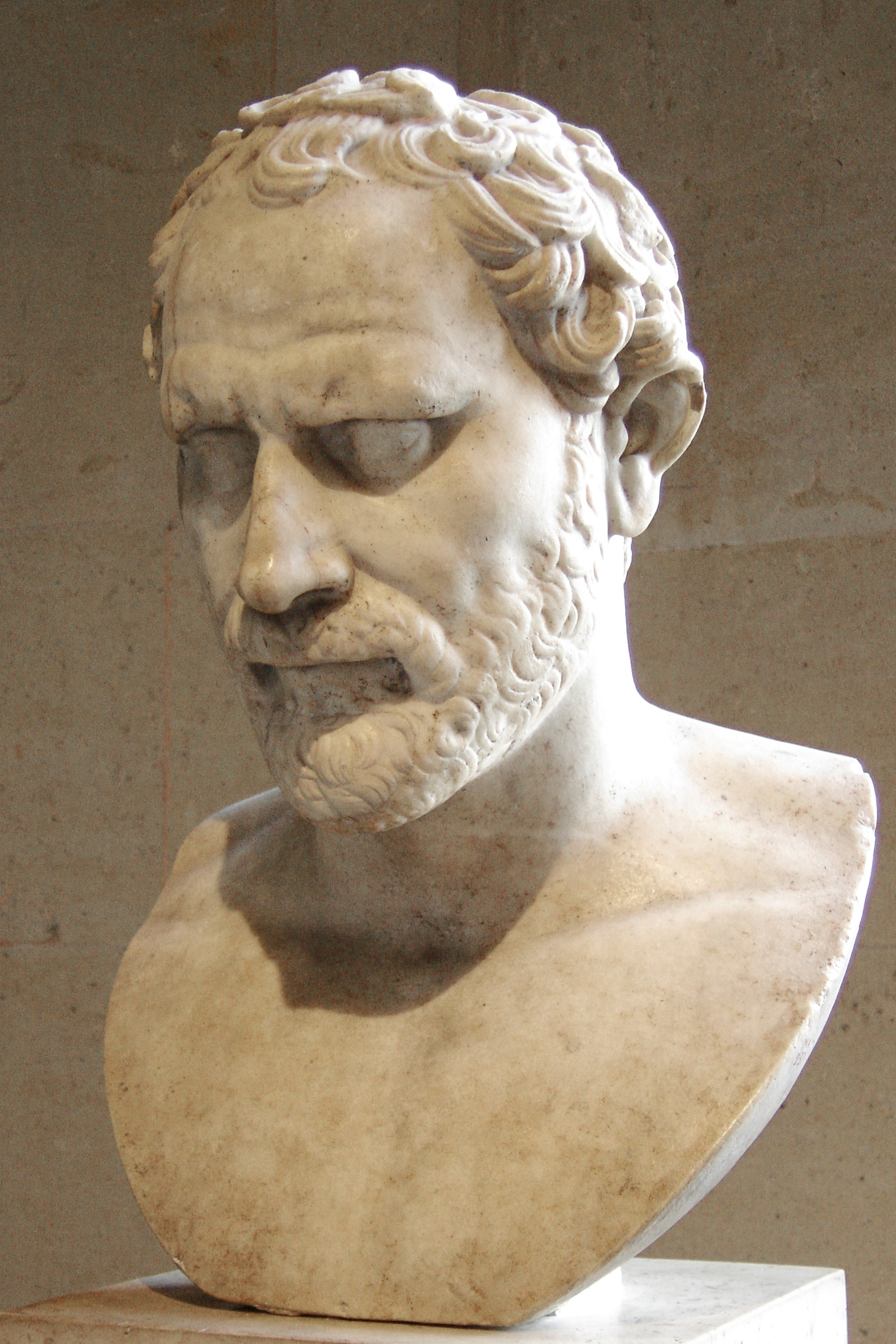
Portrait de Démosthène, auteur des Philippiques.

Le plus grand rhéteur grec fut sans doute Démosthène (384 av. J.-C. - 322 av. J.-C.). Si Platon et Aristote ont théorisé la rhétorique, Démosthène a su la mettre en pratique, en excellant dans ses discours. Il s'engage ainsi rapidement dans la politique et attaque durement Philippe II de Macédoine dans ses Philippiques. L'art rhétorique de Démosthène n'est en aucun cas orthodoxe, se fondant sur un savoir-faire efficace. Le rhéteur est en effet un logographe, terme qui désigne les rédacteurs professionnels de discours judiciaires de la Grèce antique. En somme, il faisait profession d'user de l'art oratoire, à toutes fins. Ses discours bouleversent l'ordre traditionnel des parties du discours (exorde, narration, preuve et épilogue). Il joue beaucoup des métaphores, hypotyposes, comparaisons et autres paradoxes. Surtout, il compte sur les changements de ton, tantôt familier, tantôt solennel, tantôt jouant sur les sentiments, tantôt calme et posé. Il n'hésite pas à manipuler son public, l'invectivant ou l'interrogeant tour à tour.

### Isocrate
Isocrate (436 av. J.-C. – 338 av. J.-C.) est professeur plus que praticien de l'art oratoire. Auteur de plusieurs discours dont le célèbre Panégyrique d'Athènes, il définit l'éloquence comme étant le refus de la grandiloquence sophiste et de la dialectique d'Aristote. L'éloquence est selon lui un art de vivre. Cependant, il a su révolutionner à l'époque l'art rhétorique : « Avec Isocrate, la rhétorique apparaît non pas comme dotée de caractéristiques bien particulières, comme un ensemble de règles à respecter dans le but d'obtenir certains effets, mais comme un processus créatif, de suspense et d'attente générés par la construction même du discours. » explique Michel Meyer. Il s'oppose ainsi aux sophistes dans Contre les sophistes, qu'il accuse d'en faire une discipline formelle. En dépit de cela, Isocrate a porté une grande attention à la composition, qui vise à l’harmonie, à la liaison des parties, faisant de la rhétorique un art majeur.

### Autres rhéteurs grecs
Les rhéteurs de la période hellénistique ont par ailleurs marqué l'histoire de la rhétorique. En effet, à l'issue des conquêtes d'Alexandre le Grand et des « guerres des diadoques », le centre de gravité économique et culturel du monde grec se déplace de la Grèce continentale vers le royaume séleucide d'Antioche : graduellement, les rhéteurs d'Asie mineure rompent avec la tradition attique du discours. Dans un premier temps, ils font évoluer l'art rhétorique grec en mâtinant la pureté du dialecte attique de formes du grec ionien parlé en Asie Mineure : c'est la raison pour laquelle les atticistes qualifient ces orateurs d'« Asiani » ou « Asiatici ». Peu à peu, le terme d'« asianisme » finit par désigner, non plus une forme de langue, mais un style bien reconnaissable, fondé sur un discours plein d'artifices, d'expédients techniques et jouant sur les sonorités. La tradition attribue les premiers principes de ce style au rhéteur Hégésias de Magnésie (Lydie, vers 320 av. J.-C. – 280 av. J.-C.), lequel s'appuyait sur l'œuvre de l'orateur athénien Carisios (vers 320 av. J.-C.), lui-même épigone de Lysias (445 av. J.-C. – 380 av. J.-C.). L'asianisme, né en réaction à la rhétorique d'Attique, s'impose comme une forme de discours plus brillante et plus efficace, mais il tombe graduellement dans l'enflure et le pathos, l'exagération, les effets faciles, les tournures maniérées et recherchées.

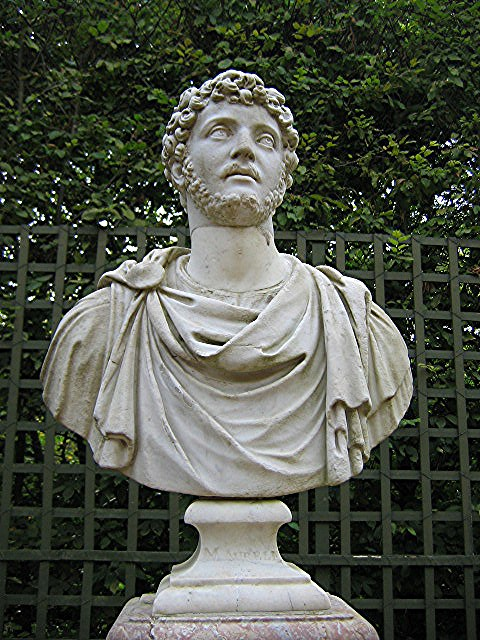
L'empereur romain Marc Aurèle étudia la rhétorique, buste de Marc-Aurèle, jardins de Versailles.

L'« atticisme » (signifiant en grec « imité des orateurs attiques ») est d'abord un courant de la rhétorique grecque apparu dans le premier quart du Ier siècle av. J.-C. ; mais ce terme peut aussi désigner les tournures et expressions caractéristiques de cette langue littéraire, par opposition au grec parlé, qui a poursuivi simultanément son évolution vers le koinè. Ce courant, représenté à son apogée par des rhéteurs comme Denys d'Halicarnasse, des grammairiens tels Hérodien et Phrynichos Arabios à Alexandrie, se développe même aux siècles suivants. Il se répand avec l'autorité croissante du dogme chrétien, auquel il fournit un outillage rhétorique, et imprègne toute la culture grecque postérieure, au point de supplanter même le grec parlé. Hermogène de Tarse, vécut au IIe siècle, et professa la rhétorique, dès l'âge de 15 ans, à l'empereur romain Marc Aurèle. Il perdit la mémoire à l'âge de 25 ans, et ne put continuer ses leçons. Il est l'auteur d'un traité en cinq livres de rhétorique, qui fut beaucoup utilisé dans les écoles de rhétorique, intitulé Progymnasmata, du nom des exercices oratoires qu'il préconisait.

## Rhétorique dans l'Antiquité romaine

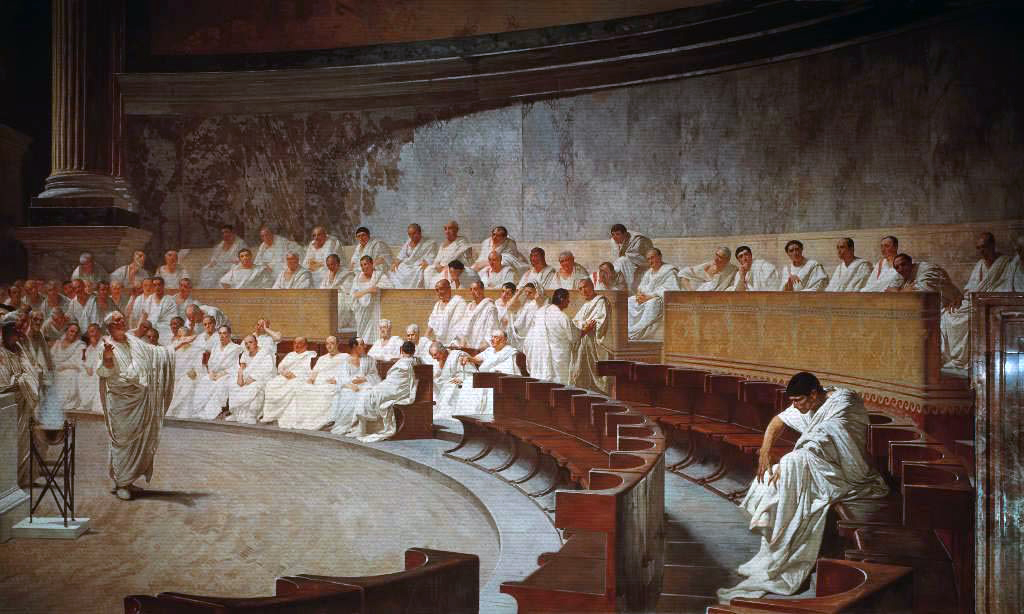
Cesare Maccari, Cicéron dénonce Catilina.

Les Romains chez lesquels l'art oratoire était devenu une partie importante de la vie publique, tenaient les rhéteurs grecs en si grande estime qu'ils engagèrent certains d'entre eux dans leurs écoles. La rhétorique faisait partie intégrante des « humanités » (« humanitas » en latin) qui promouvaient la réflexion sur l'homme et l'expression écrite et orale. La rhétorique romaine repose donc largement sur des bases grecques bien qu'elle ait préféré une approche pratique à des réflexions théoriques et spéculatives. En réalité, les Romains n'ont rien apporté de nouveau à la pensée grecque. Jusqu'au premier siècle av. J.-C., l'art oratoire s'enseigne à Rome en grec, et touche un public limité. Les premières écoles qui enseignent en latin s'ouvrent en 93, mais sont interdites l'année suivante par les censeurs, qui redoutent la vulgarisation d'un art de convaincre efficace. Elles sont rouvertes en 81 av. J.-C. L'orateur Cicéron au Ier siècle av. J.-C. et le pédagogue Quintilien au Ier siècle furent les deux autorités romaines les plus importantes dans l'histoire de la rhétorique. Leurs travaux s'inscrivent toutefois dans la lignée d'Isocrate, de Platon et d'Aristote. Ces trois auteurs, et un quatrième demeuré anonyme, ont marqué la rhétorique romaine.

### La Rhétorique à Herennius
Bien que peu connu à l'époque romaine, l'ouvrage La Rhétorique à Herennius (attribué à Cicéron durant le Moyen Âge et par certains auteurs jusqu'au XIXe siècle, attribution réfutée depuis le XVe siècle au profit d'un auteur inconnu), qui daterait des années 86 av. J.-C. ou 82 av. J.-C., est un des premiers textes de la rhétorique latine présentant en détail et de manière formelle le système rhétorique. Les parties rhétoriques sont examinées, une à une. Les trois styles (« simple », « moyen » et « sublime ») sont également présentés. Il s'agit d'une synthèse des apports d'Aristote, dans un esprit davantage pratique, témoin de l'importance de l'éloquence à Rome, depuis le IIe siècle av. J.-C. La Rhétorique à Herennius fournit un aperçu des débuts de la rhétorique latine et au Moyen Âge et à la Renaissance. En effet, l'ouvrage fut largement publié et utilisé comme un manuel de base de la rhétorique dans les écoles de grammaire

### Cicéron
Cicéron (106 av. J.-C. - 43 av. J.-C.), est le théoricien de rhétorique romain le plus influent, et est considéré également comme un orateur hors pair. 

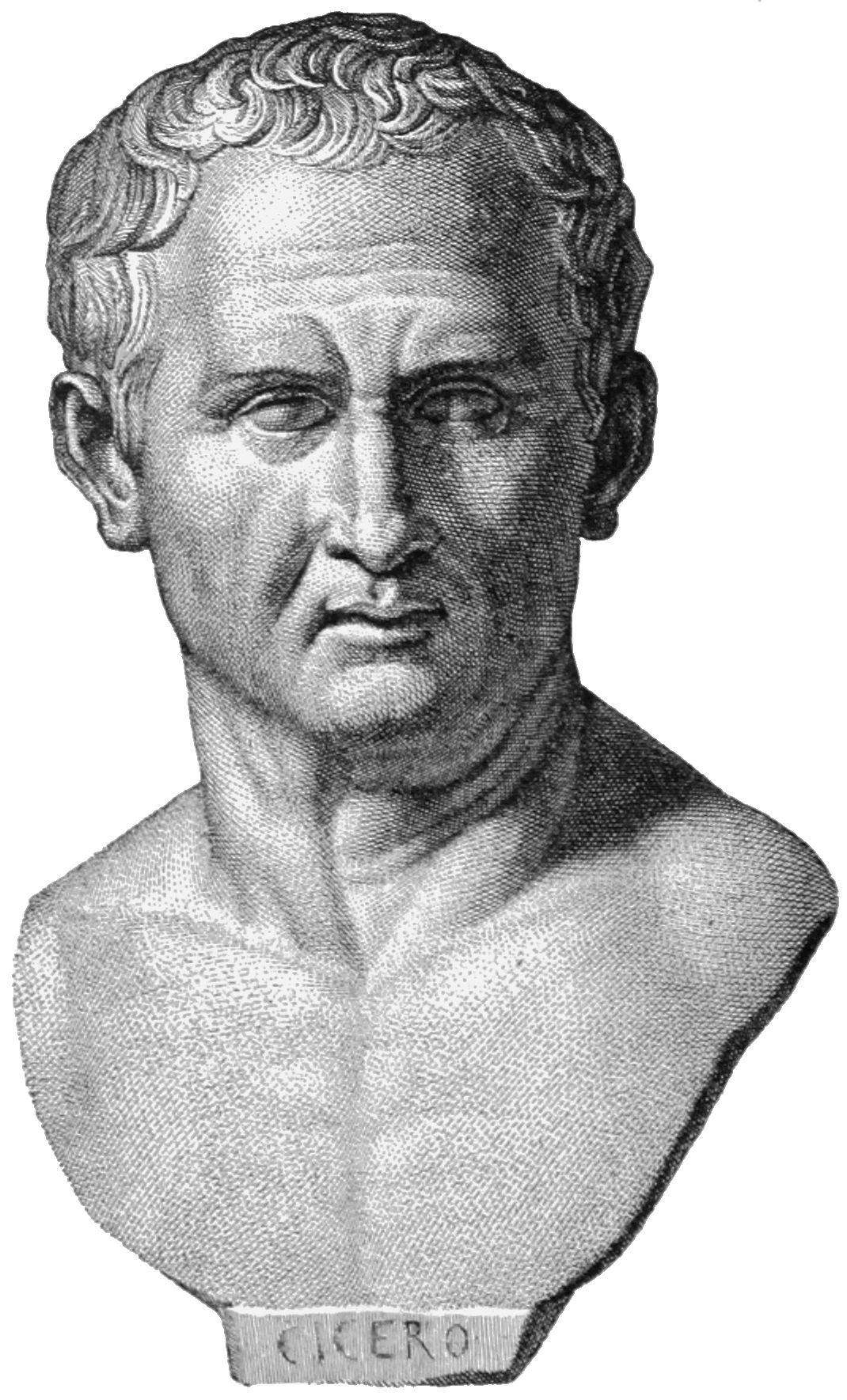
Portrait de Cicéron, un des plus grands rhétoriciens de l'Antiquité.

Son œuvre inclut le De inventione, publié à la même époque que La Rhétorique à Herennius, le De oratore (un traité complet des principes de la rhétorique sous forme dialoguée), les Topiques (un traité rhétorique des lieux communs dont l'influence fut très grande à la Renaissance), le Brutus (un dialogue sur les orateurs les plus célèbres) et l'Orator ad Brutum enfin qui concerne les qualités que doit avoir l'orateur idéal. Cicéron a laissé un grand nombre de discours et qui posent les bases de l’éloquence latine pour les générations à venir. Il mit surtout en avant la notion d'éthos ainsi que les valeurs civiques et citoyennes inévitablement à la base de tout discours. Ce fut la redécouverte des discours de Cicéron (comme la Défense d'Archias) et de ses lettres (Lettres à Atticus), mais aussi des œuvres d'Aristote que Cicéron commente, par des érudits et écrivains italiens tels Pétrarque, qui fut à l’origine du mouvement culturel de la Renaissance.
Le style et les principes mis en lumière par Cicéron ont constitué les fondements, avec Aristote et Quintilien surtout, de l'art rhétorique en Europe. Avec plus de deux cents exemplaires, le De inventione est l'ouvrage le plus copié en Occident dans la période du IXe au XIIe siècle. Il s'agit selon Roland Barthes d'une véritable tradition qu'il nomme « cicéronienne » et qui influença notamment la démocratie américaine et le droit germano-romain.

### Quintilien

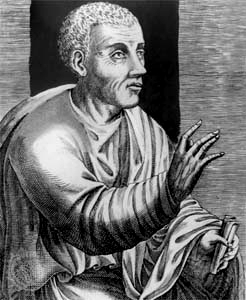
Quintilien.

La renommée de Quintilien (c. 35 ap. J.-C. - 96 ap. J.-C.) est très grande depuis l'Antiquité. Il est ainsi connu comme ayant placé la rhétorique comme science fondamentale : 

« L'éloquence comme la raison est la vertu de l'homme. »

Sa carrière commença comme plaideur dans un tribunal. Sa réputation grandit tant que Vespasien le rétribua à vie pour enseigner la rhétorique à Rome. Son Institutio oratoria (Les Institutions oratoires), un long traité où il discute de l’entraînement pour être un rhéteur accompli et recense les doctrines et opinions de nombreux grands rhéteurs qui l’ont précédé, a marqué l'histoire de la discipline. Quintilien y montre en effet l’organisation nécessaire des études de rhétorique qu’un futur orateur doit suivre. La première phase de cet enseignement commence ainsi par l'apprentissage du langage qui doit être assuré par des nourrices s'exprimant dans un langage impeccable. La deuxième phase (à partir de sept ans) repose sur l'apprentissage en classe du « grammaticus » de la lecture, de la découverte de la poésie. L'élève doit aussi réaliser des rédactions, comme raconter des fables. La troisième phase débute vers 14 ans. Il s'agit de découvrir la rhétorique en rédigeant des narrations (panégyriques élémentaires, parallèles et imitations) et des « declamationes » (ou discours sur des cas hypothétiques). La rédaction de discours dans un cadre pédagogique ou pour s’entraîner se répandit et se popularisa sous le nom de « déclamation ». 
Les différentes phases de l’entraînement rhétorique en lui-même étaient au nombre de cinq et furent suivies pendant des siècles, en devenant les parties du système rhétorique :
1. Inventio (« invention », ou recherche d'arguments) ;
2. Dispositio (disposition des arguments, ou structuration du discours) ;
3. Elocutio (mise en forme, emploi des figures de style) ;
4. Memoria (apprentissage par cœur du discours et art mnémotechnique) ;
5. Actio (récitation du discours).

Quintilien tente de décrire non seulement l’art rhétorique mais aussi la formation de l’orateur parfait comme un citoyen politiquement actif et soucieux de la chose publique. Sa mise en avant de l’application de l’entraînement rhétorique dans la vie réelle témoigne d’une nostalgie pour l’époque où la rhétorique était un instrument politique important et en partie une réaction contre la tendance croissante dans les écoles romaines de rhétorique à séparer les exercices scolaires et la pratique juridique réelle.

### Autres rhéteurs romains et Antiquité tardive
Dans ses Dialogues des orateurs, Tacite, en 81 ap. J.-C. constate le désintérêt des Romains pour la rhétorique. Selon lui, c'est l'instauration de l'Empire, avec Auguste qui a remisé l'éloquence ; discipline des temps démocratiques. 
La rhétorique donne ainsi naissance à un autre art, la poétique que certains écrivains et orateurs latins, comme Horace, Ovide, Plutarque ou Denys d'Halicarnasse, vont développer. Art davantage littéraire, et dont l'ouvrage fondateur, la Poétique d'Aristote sera plus connu que celui de la Rhétorique. Néanmoins la rhétorique classique est encore employée. 

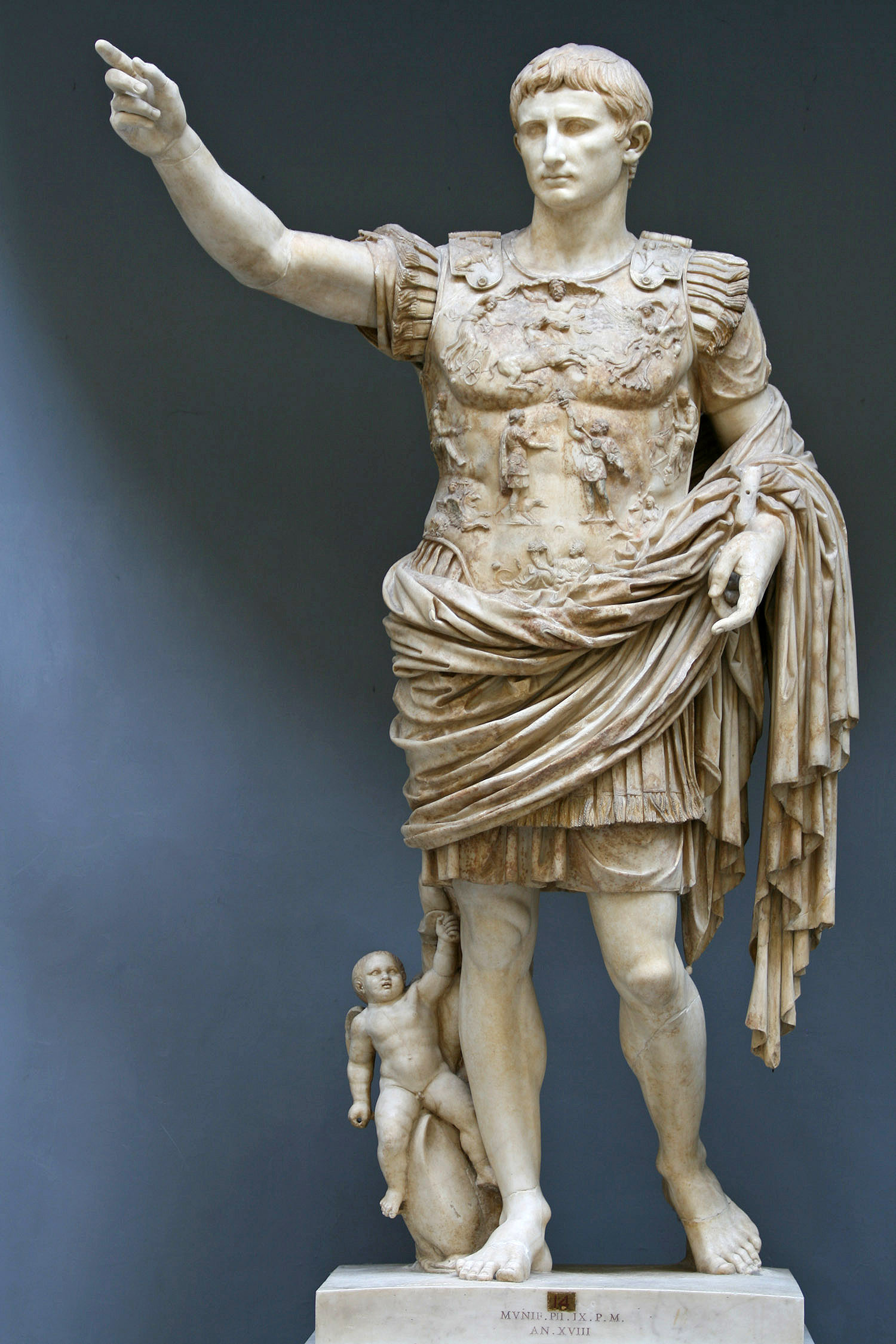
Le siècle d'Auguste fut riche en débats oratoires. Museo Chiaramonti, Vatican, Rome..

Le grec Sextus Empiricus, auteur d'une attaque au titre éloquent : Contre les rhéteurs, dans Contre les professeurs, auteur de la fable de Corax et de Tisias, fondatrice de la rhétorique judiciaire, s'élève contre la rhétorique, qu'il qualifie d'« aporie », et ne produisant que des solutions insolubles, identique à ces conversations interminables des sophistes.
Bien qu’en général il ne soit pas considéré comme un rhéteur, saint Augustin (354 ap J.-C. - 430 ap. J.-C.) avait reçu une formation en rhétorique et fut un temps professeur de rhétorique latine. Après sa conversion au christianisme, il s’intéressa aux arts païens afin de diffuser sa nouvelle religion. Ce nouvel usage de la rhétorique est étudié dans le quatrième livre de De Doctrina Christiana qui pose les bases de ce qui deviendra l'« homélitique », la rhétorique du sermon. Selon Christine Mason Sutherland, la rhétorique d’Augustin est « intégrative » : elle réalise la synthèse de la rhétorique classique et de la tradition hébraïque d’inspiration plus théologique. Rejetant la sophistique, saint Augustin, dans De la doctrine chrétienne et dans les Confessions pose que le discours oratoire doit être posé à la gloire de Dieu et non à l’orateur.
Un certain nombre d'auteurs latins moins connus ont écrit des traités de rhétorique, comme l’Ars rhetorica de Fortunatianus ; ils ont été édités par Carolus Halm dans ses Rhetores Latini minores.

## Rhétorique au Moyen Âge en Europe et dans le monde

### En Europe

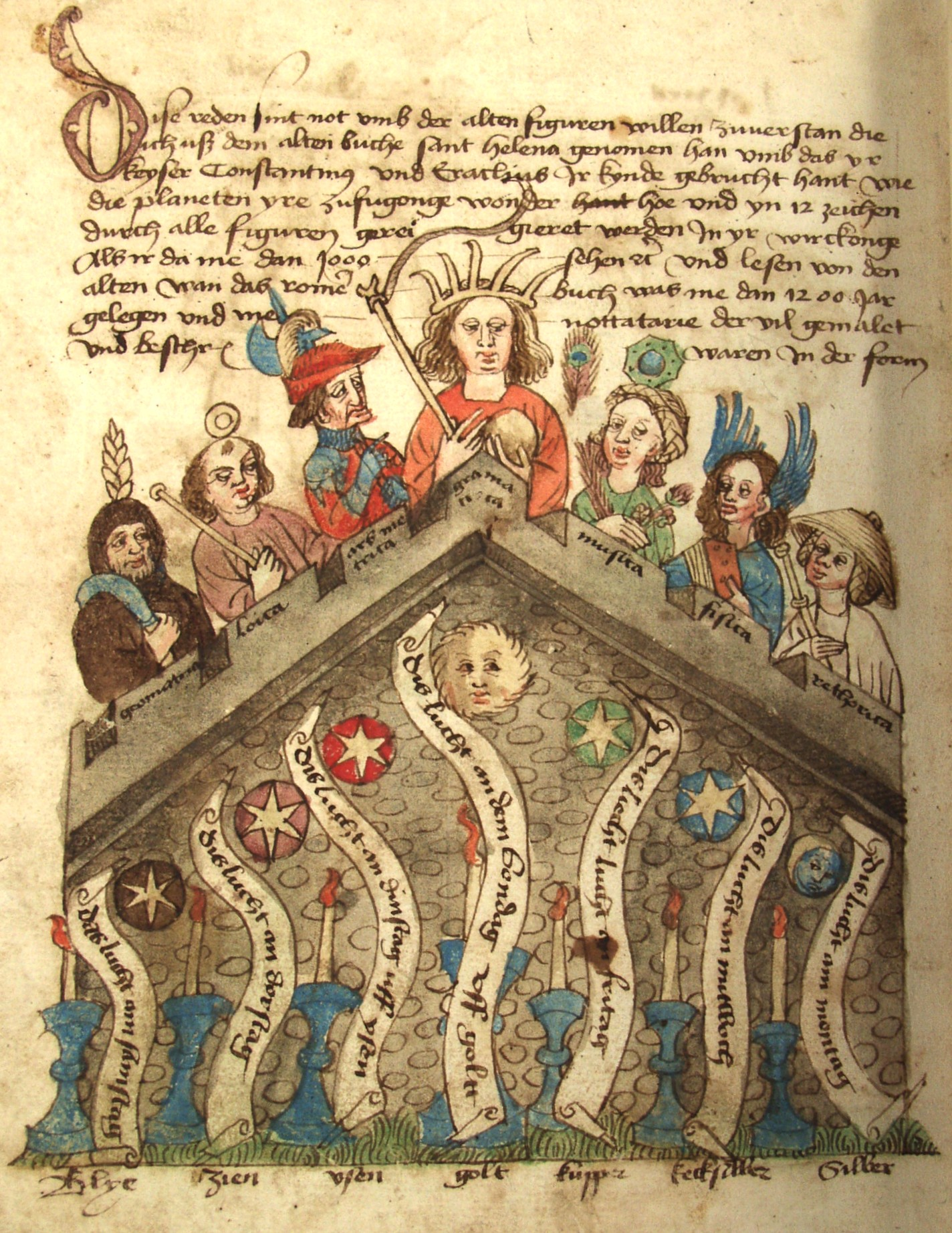
Les sept arts libéraux. Maison de Tübingen, bibliothèque de l'université de Tübingen. De gauche à droite : Géométrie, Logique, Arithmétique, Grammaire, Musique, Physique, et la Rhétorique.

Au Moyen Âge européen, la rhétorique est une discipline faisant partie des arts libéraux. Essentiellement orale, elle est dispensée par des professeurs s'opposant aux écoles ecclésiastiques (Abélard par exemple a marqué cette période). Elle est inscrite, avec la grammaire et la dialectique au programme d'enseignement de base du « trivium » dans les écoles cathédrales et monastiques tout au long de la période : 

« En enseignant l'art de comprendre et de se faire comprendre, d'argumenter, de construire, d'écrire et de parler, la rhétorique permettait d'évoluer avec aisance dans la société et de dominer par la parole. C'est à son école que se formaient les hauts fonctionnaires, les magistrats, les officiers, les diplomates, les dignitaires de l'église, en un mot, les cadres. La rhétorique assurait une formation libérale, c'est-à-dire une formation professionnelle à long terme. »

— Michel Meyer, La Rhétorique
.
Elle est ainsi surtout utilisée par les clercs pour l'élaboration des sermons et des prêches et nécessite une bonne connaissance du latin et des auteurs antiques, qu'il s'agit d'imiter. La rhétorique est néanmoins peu utilisée jusqu'à la Renaissance, où la poétique la fera ressusciter. Les érudits lui préfèrent en effet la grammaire, où s'illustrent Aelius Donatus au IVe siècle et Priscien, ou la logique qui « absorbe l'essentiel des sciences du langage » de l'époque.

### Dans le monde arabo-musulman

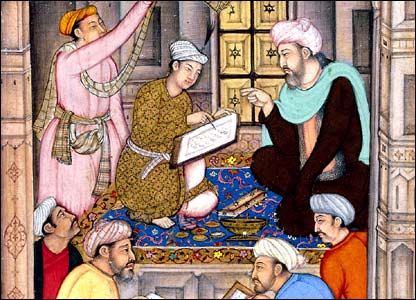
L'art oratoire a une place centrale dans la culture et la vie sociale arabo-musulmane.

Le philosophe Farabi a écrit, pour le monde arabo-musulman, des traités de rhétorique de tradition aristotélicienne. La rhétorique ou ‘ilm al-balagha (« science de l'éloquence », de tradition essentiellement arabe mais aussi perse) se fonde essentiellement sur l'œuvre d'Al-Jahiz et le commentaire coranique d'Al-Farra'. La Balagha est elle plus particulièrement la rhétorique restreinte aux figures. Elle se fonde sur la pureté du langage (fasaha ou « éloquence »), dans le choix des mots, dans la correction morphologique et enfin dans la clarté de la syntaxe. Elle correspond au style noble voire sublime de la tradition européenne et a pour modèle les sourates du Coran. Le premier traité de rhétorique est donc une explication du style du Coran, le KitâbTa'wîl mushkil al-Qur'ân (Le Traité des difficultés du Coran) d'Ibn Qutayba. ʿAlī ibn Abī T̩ālib est à l'origine d'une anthologie regroupant ses propos, discours et missives compilés à la fin du Xe siècle par al-Râdî sous le titre Nahj Al Balagha (La Voie de l'éloquence), qui reste par son très haut niveau de maîtrise un modèle de la littérature arabe (l'adab), après le Coran et les hadith.
C'est à partir du IVe siècle de l'Hégire (Xe siècle de l'ère commune) qu'apparaît l'idée d'une double institution (ou wad‘) de la langue, « propre » (haqîq) ou « figurée » (majâz). La théologie motazilite se développe par ailleurs sur la logique et le rationalisme, inspirés de la philosophie grecque et de la raison (logos), qu'elle cherche à combiner avec les doctrines islamiques, en montrant ainsi leur compatibilité.
Selon Michel Cuypers, la rhétorique arabe traditionnelle se fonde sur de petites unités textuelles comme le mot ou la phrase et « n'a pas prêté attention à l'organisation des différentes parties du discours, ce que la rhétorique gréco-latine traite sous le titre de disposition du discours ». La composition (nazm) ne concerne en effet que celle de la phrase. Cependant, la mémorisation est plus importante que dans la tradition gréco-latine : le Coran doit être récité parfaitement (tajwîd).

## Rhétorique à la Renaissance et jusqu'auXVIIesiècle

### Réhabilitation de l'art oratoire antique

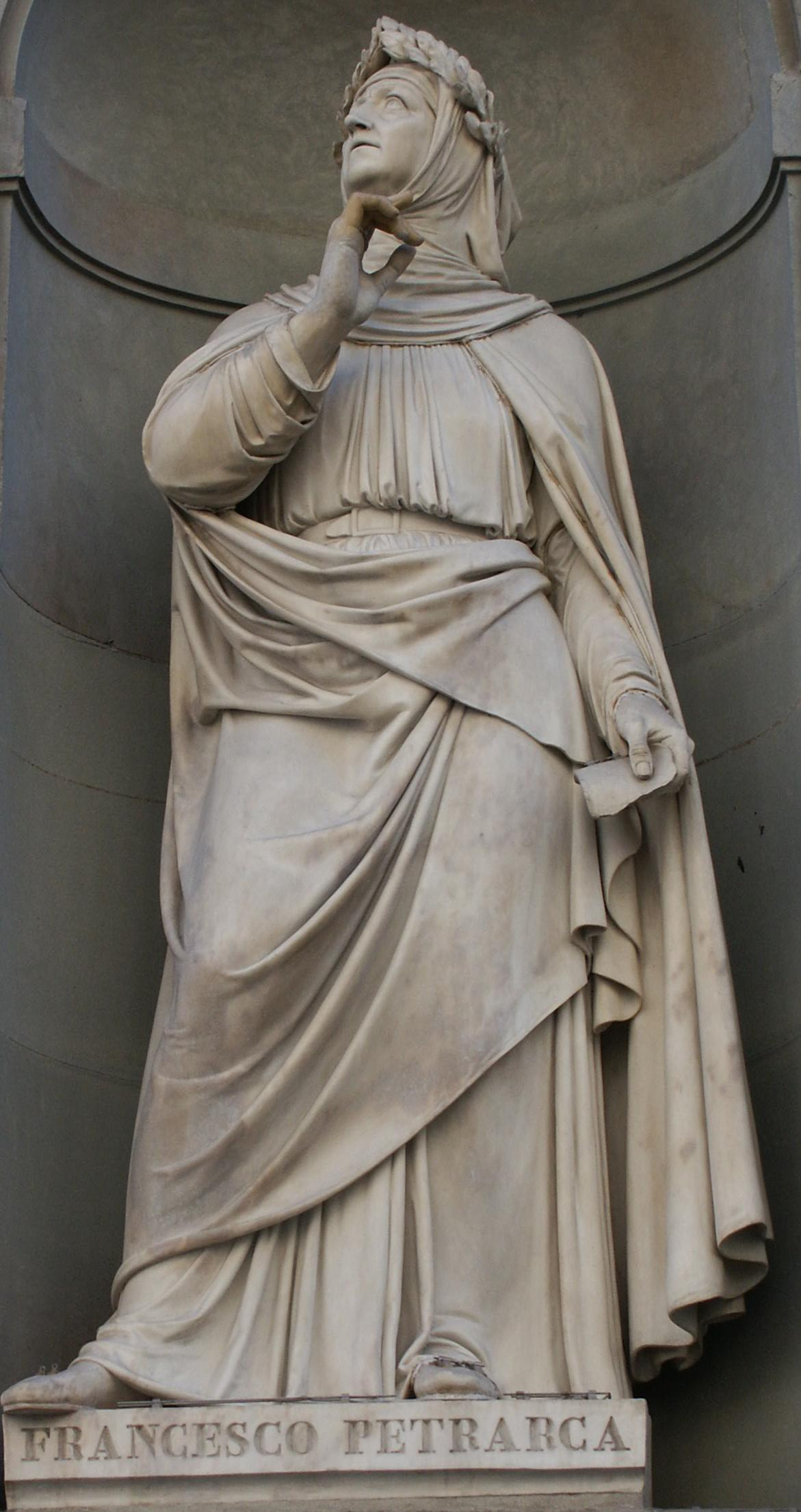
Statue du piazzale des Offices représentant Pétrarque.

À la Renaissance, c'est la dialectique, l'un des sept « arts majeurs », qui prend le pas sur la rhétorique. L'argumentation naît ainsi comme discipline autonome. « Antistrophe » de la rhétorique selon Aristote, l'argumentation va influencer la naissance également de la grammaire. Néanmoins, dès le XIVe siècle, la rhétorique va prendre une place considérable dans le savoir religieux, « jou[ant] un rôle dans tous les domaines liés de près ou de loin au sacré ». Les parties de l'« elocutio » et de l'« inventio » se détachent de la rhétorique ; la première se verra affilié à la théologie alors que la seconde donnera naissance à la poétique. 

### Une rhétorique humaniste
Pour Benoît Timmermans, les humanistes sont les premiers à réhabiliter l'art oratoire, à travers les œuvres de Boccace, de Dante ou de Pétrarque qui permet aussi de redécouvrir les rhéteurs romains et surtout l'enseignement d'Aristote. Pétrarque apprend la rhétorique et la grammaire à Carpentras, près d'Avignon.
Néanmoins la rhétorique devient l'étude du « style ». Pour Jean-Jacques Robrieux en effet, « la plupart des auteurs, jusqu'au XVIIIe siècle, dirigent principalement leurs recherches vers l'étude du style brillant, de l'élégance littéraire ».

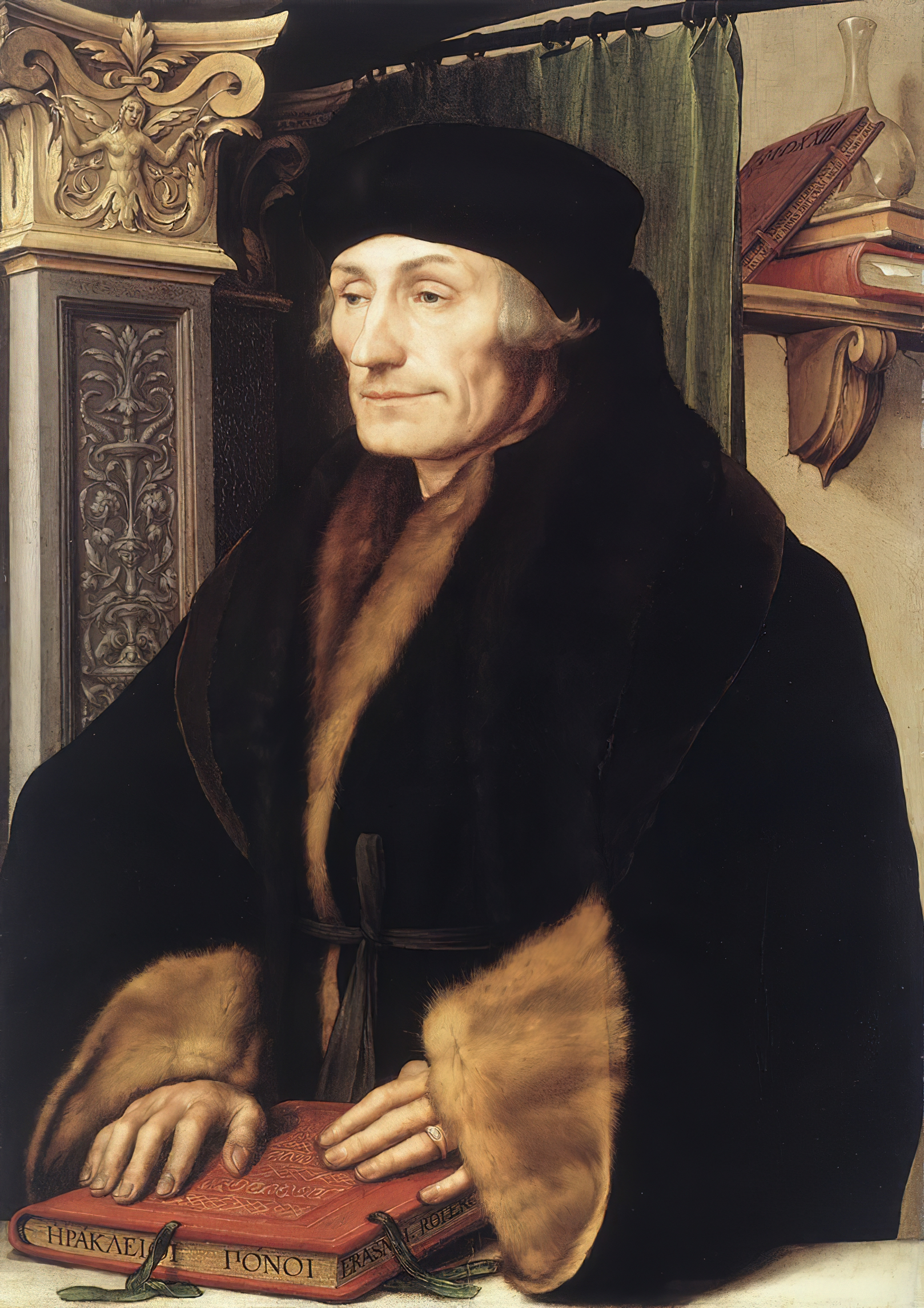
Érasme, l'un des penseurs humanistes qui fut à l'origine de la renaissance de la rhétorique.

Une des figures centrales dans la renaissance de la rhétorique classique fut Érasme (1466 ap. J.-C. - 1536 ap. J.-C.). Son ouvrage, De Duplici Copia Verborum et Rerum (1512), connut plus de 150 tirages à travers toute l’Europe et devint l'un des manuels de base sur le sujet. Son traitement de la rhétorique est moins étendu que celui des ouvrages classiques de l’Antiquité mais il fournit une analyse classique de la « res verba » (« de la matière et de la forme du texte »). Son premier livre traite de l’« elocutio » montrant aux étudiants comment utiliser les tropes et lieux communs. Le deuxième recouvre l’« inventio ». Il insiste largement sur la notion de « variation » si bien que les deux livres donnent des recettes pour éviter les répétitions, la paraphrase et sur la manière d’introduire la plus grande variété dans le texte. L'Éloge de la Folie eut également une influence considérable sur l’enseignement de la rhétorique à la fin du XVIe siècle par l'utilisation qui en est faite de l'allégorie et de l'ironie. Son plaidoyer (ou « encomium » en latin), usant de l'ironie et du paradoxe, en faveur d’une qualité telle que la folie fut à l’origine d’un exercice populaire dans les écoles de grammaire élisabéthaine, nommé plus tard l'« adoxographie », exercice oratoire portant sur des sujets triviaux.

### Pierre de La Ramée

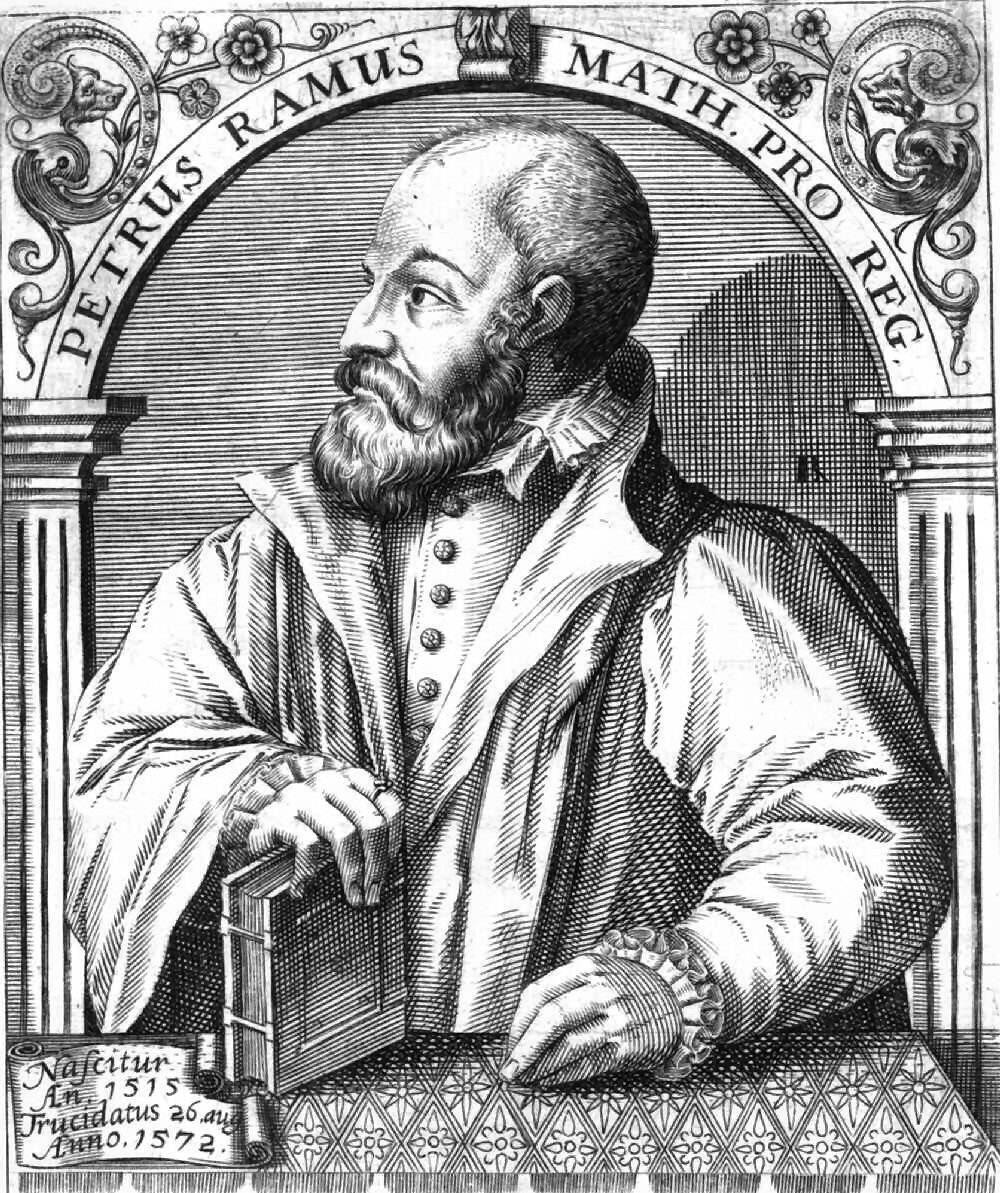
Pierre de La Ramée.

Pierre de La Ramée (dit « Ramus ») et ses disciples, Omer Talon et Antoine Fouquelin, fondent dès 1545 le groupe des grammairiens du Collège de Presles qui, jusqu'en 1562, publie des ouvrages d'étude rhétorique intitulés les Ciceronianus où ils proposent, entre autres, une typologie des tropes et des procédés d'éloquence. Ramus marque, selon Jean-Jacques Robrieux, la fin de la rhétorique comme discipline maîtresse, notamment sur la philosophie et les sciences. Gérard Genette affirma de son côté qu'à partir du XVIe siècle et depuis Ramus, la rhétorique s'est réduite à l'élocution et au seul inventaire des figures. L'influence de Ramus sera décisive sur l'histoire de la rhétorique. Des auteurs comme Thomas Sébillet, Jacques Peletier du Mans ou Pierre Ronsard lisent Ramus et limitent ainsi l'art oratoire à l'élocution, et éventuellement à l'action. Le traité de Pierre Fabri, Grand et vrai art de pleine rhétorique (1521 - 1544) réduit déjà la rhétorique à l'art de l'éloquence et de l'expression. Le traité d'Antoine Fouquelin de 1555 se limite ainsi en effet à ces deux parties oratoires (celles de l'élocution et de la prononciation).

### George Puttenham
C'est cependant surtout en Angleterre que les premiers signes d'apparition de la poétique se font jour, avec George Puttenham (1530 ap. J.-C. - 1600 ap. J.-C.) surtout. Puttenham classe les tropes selon une échelle des effets qu'ils réalisent sur l'auditeur ou le lecteur. Il dégage par ailleurs un certain nombre d'effets, qui vont de la mémorisation au plaisir que procure la figure de rhétorique. Cette conception déjà « stylistique » de la rhétorique comme pathos, trouve sa concrétisation à travers le courant éphémère de l'euphuisme. Ce courant précieux recommande l'emploi de figures de prestige telles la métaphore ou l'antithèse afin d'émouvoir le public. Les œuvres des poètes anglais comme John Donne ou John Milton en sont marquées, bien que le courant ne survive pas à la mort de la reine Élisabeth Ire en 1603. L'avènement de la poétique marque, à travers le basculement décisif de la discipline vers le pathos, selon le rhétoricien moderne américain Thomas O Sloane, la fin de la « rhétorique humaniste ».

### Développement de l'héritage antique: Guillaume Du Vair
Ce sont les écoles jésuites qui sont les principaux vecteurs de l'enseignement rhétorique, et ce durant toute la période classique en Europe comme en France. Les jésuites écrivent de nombreux ouvrages, en latin, reprenant le schéma d'Aristote, mais le perfectionnant. René Bary publie ainsi en 1653 La Rhétorique française et Bernard Lamy compose La Rhétorique ou l'art de parler en 1675. La pédagogie des jésuites en la matière est de qualité, notamment à travers l'exercice de composition littéraire nommé « chries », qui inspirera les classes de rhétorique jusqu'au XIXe siècle.

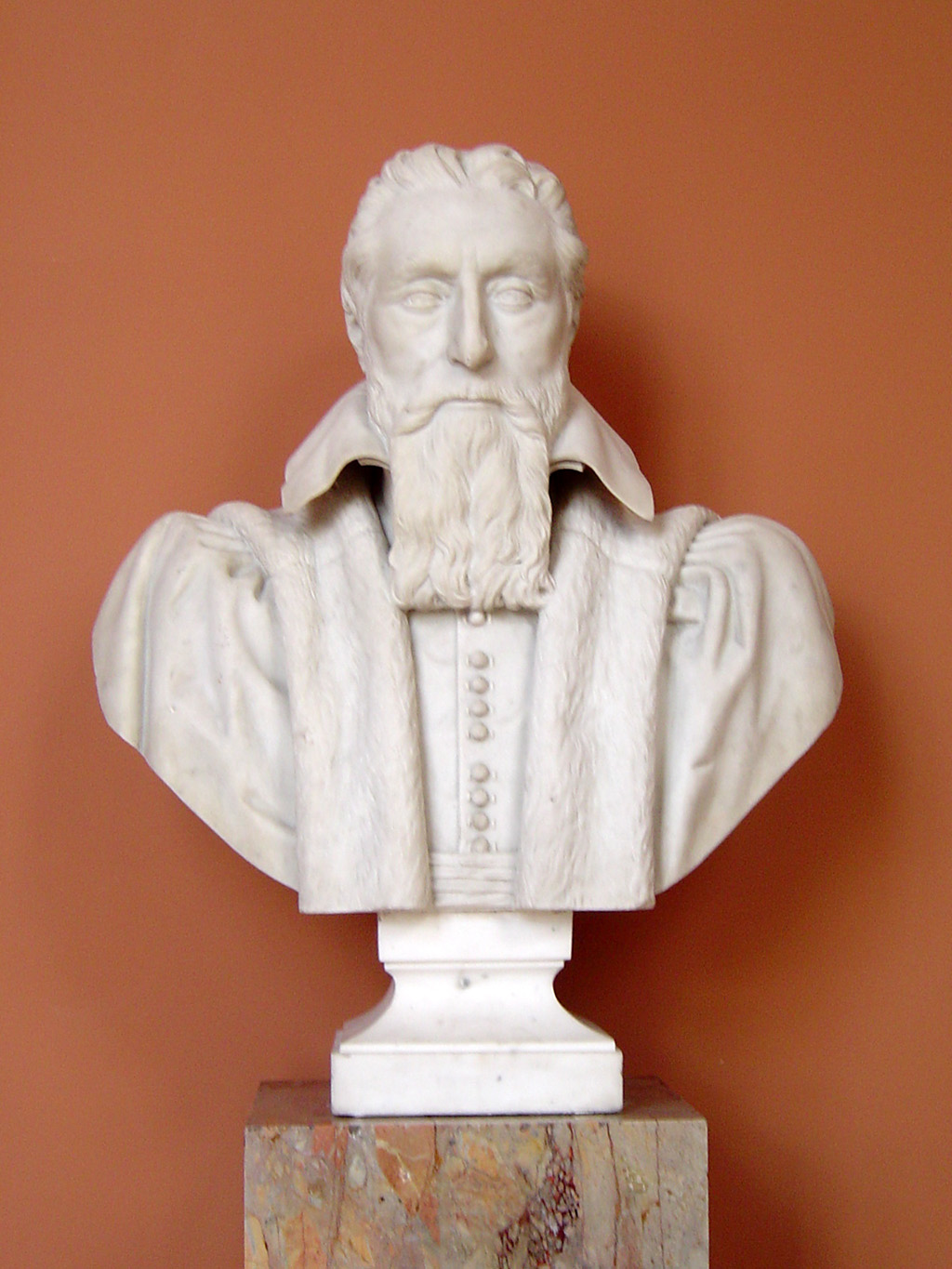
Le magistrat Guillaume du Vair est à le représentant d'un usage judiciaire de la rhétorique.

Par ailleurs, en France, en pratique, l'usage d'une rhétorique fondée sur l'èthos se maintient dans ce que l'on a appelé le « style du Parlement » qui était une sorte de haute-cour de justice chargée de vérifier la légalité de certains édits. Les valeurs de clarté et de vérité demeurent dans ce cercle fermé selon Marc Fumaroli. 
Le magistrat parisien Guillaume du Vair synthétise cet esprit. Dans son Traité de l'éloquence française et des raisons pourquoi elle est demeurée si basse (1594), Du Vair condamne la corruption de l'éloquence initiée depuis le début du siècle. Michel Meyer cite par ailleurs, en Hollande, le courant de pensée représenté par Gerardus Johannis Vossius (1577 ap. J.-C. - 1649 ap. J.-C.) qui défend, au nom du libre-arbitre religieux, une conception éthique de la rhétorique ; « il est en cette matière la principale référence du XVIIe siècle protestant » explique-t-il.

### Rhétorique et art du geste: John Bulwer

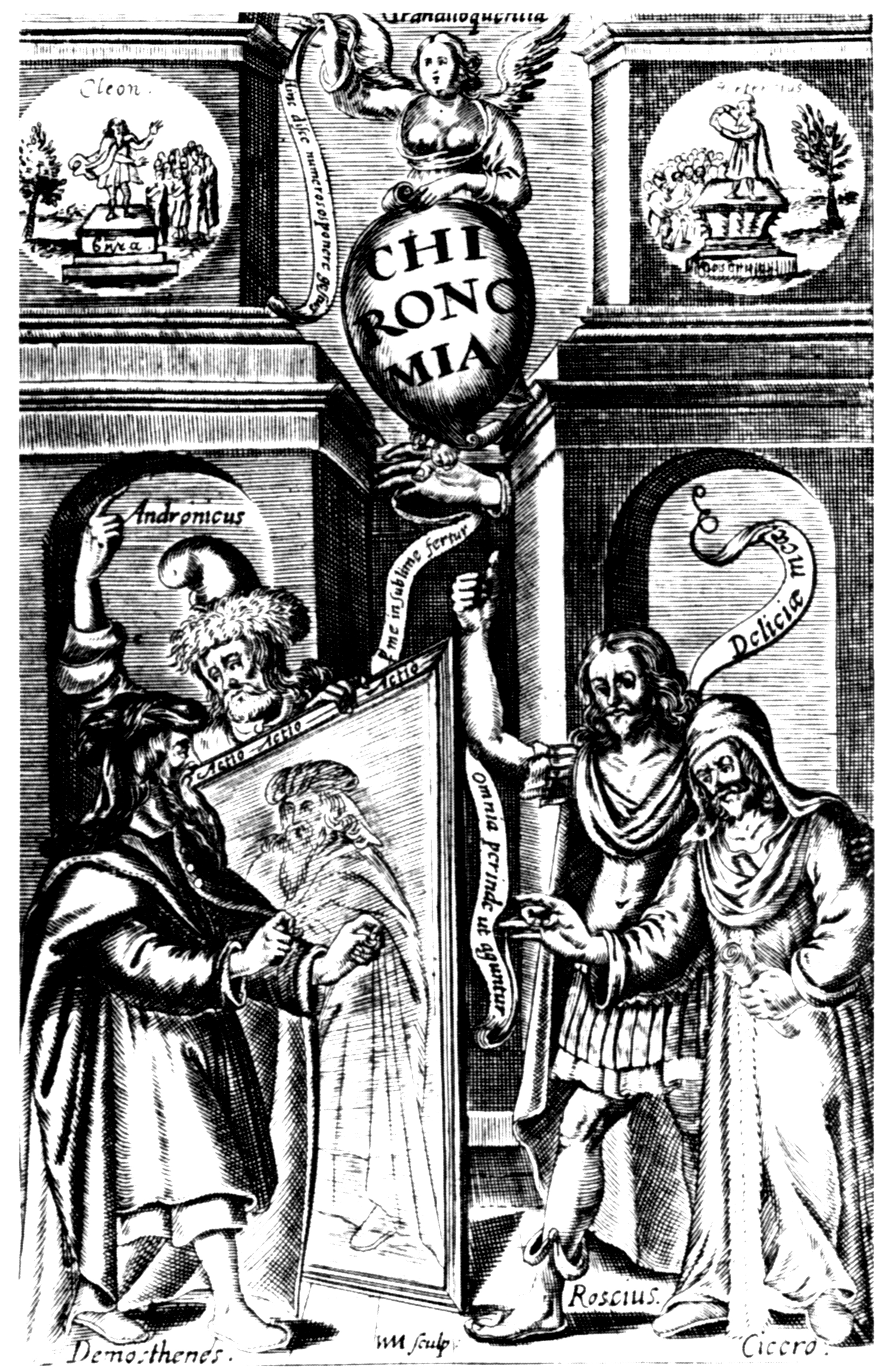
La chironomie de John Bulwer.

John Bulwer (1606 - 1666) est un philosophe et physicien anglais qui élabora un art du geste, nommé la « chironomie » ou « art de régler les gestes des mains, et plus généralement les mouvements du corps, dans la comédie et dans la chorégraphie ». Il est l'auteur de deux études de cette technique, en lien avec la partie de l'« action » rhétorique : Chirologia. Or the Natural Language of the Hand (1644) et Chironomia or the Art of Manual Rhetoric.

## Tournant duXVIIesiècleet Classicisme

### D'une rhétorique universelle à une rhétorique nationale
Pour Michel Meyer, « Ce siècle verra s'achever le lent basculement de la tension entre l'èthos et le pathos vers une autre tension, cette fois entre le pathos et le logos ». Selon lui, il faut attendre Bernard Lamy et sa Rhétorique pour voir apparaître une synthèse de cette division entre sensibilité et rationalité. Avant Lamy cependant le mouvement artistique du baroque, associé à la Contre-Réforme, va opérer cette synthèse. Il s'agit en réalité bien plutôt d'une « confusion des notions d'èthos et de pathos. ». La sensibilité baroque trouve sa représentation parfaite avec la monumentale encyclopédie (16 livres) de la rhétorique de Nicolas Caussin (1583 ap. J.-C. - 1651 ap. J.-C.) intitulée Parallèles des éloquences sacrée et humaine (1619).
Le « style sublime » devient le lieu de rencontre de ces notions. Apporté sur le devant de la scène par les pères jésuites, il comporte une part de naturel et une part d'artifice qui se fécondent mutuellement. Une nouvelle notion apparaît alors : l'« ingenum », traduite par l'« ingéniosité », c'est-à-dire la qualité d'un esprit habile et rusé capable de formuler des phrases brillantes. Les jésuites permettent alors une extension des principes rhétoriques vers les autres arts : « de même la peinture, l'architecture, le théâtre, tous les arts en général sont autant de rhétoriques dont les artifices ont tous pour but de nous plaire et d'emporter notre adhésion ».
Dès lors, la langue et la rhétorique deviennent le moyen d'intégration sociale et l'outil d'existence du courtisan. Se développe selon Marc Fumaroli une « rhétorique de Cour en France » et, a fortiori en Europe. La clarté française étant le modèle linguistique de l'époque. La période classique commence, avec l'avènement de l'absolutisme royal de Louis XIII, dont les auteurs phares (François de Malherbe et Pierre Corneille) rejettent l'esthétique baroque. La dimension éthique du discours passe au second plan et le modèle social de l'« honnête homme » privilégie la forme. La politesse de langage devient le maître-mot, aspect qui culminera avec la préciosité. La rhétorique devient véritablement hypocrisie, marquée par une « orientation courtisane » selon l'expression de Michel Meyer, qui ne déclinera que sous la Révolution française, puis aura de nouveau droit de cité à la Restauration.

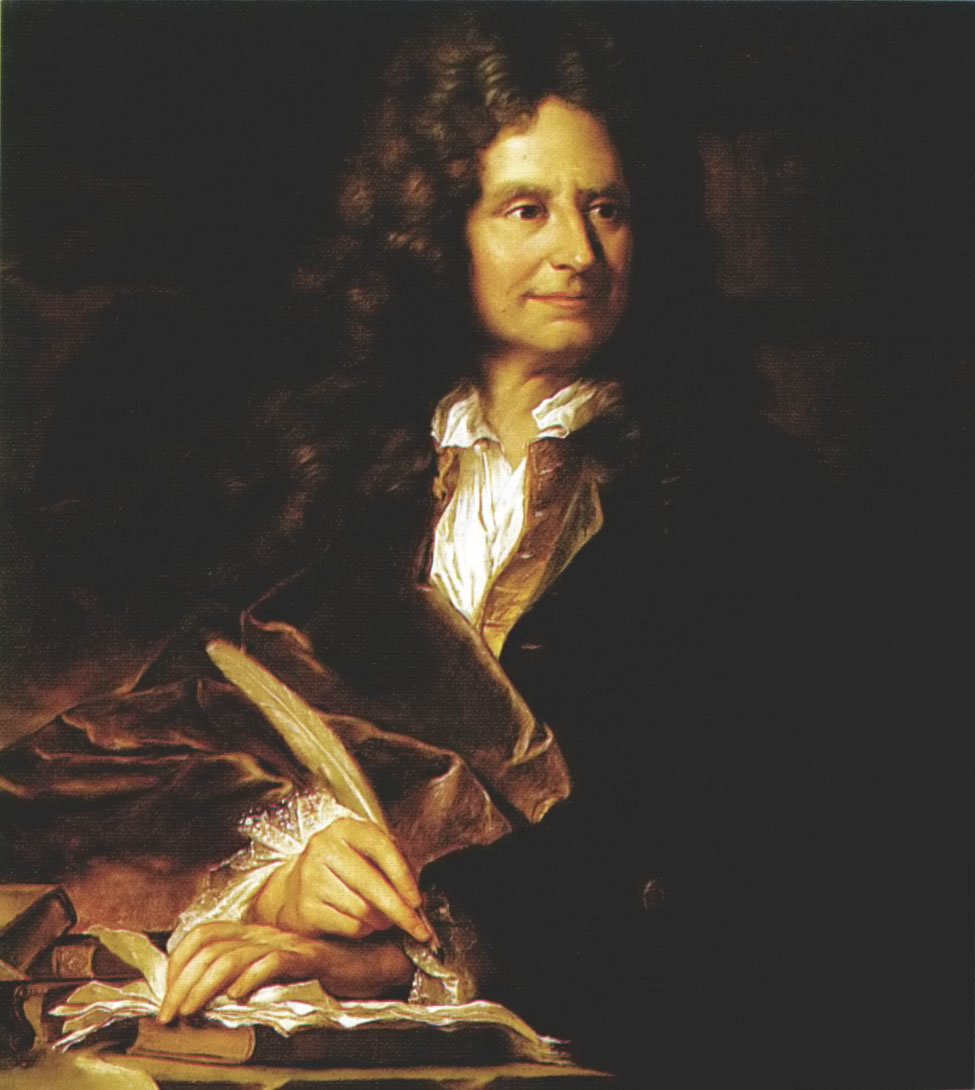
Nicolas Boileau, chantre de l'élocution française.

La conception classique, qui marquera durablement l'histoire de France, trouvera son aboutissement avec la fondation de l'Académie française, en 1635, grâce à la volonté de Richelieu. Celle-ci ne défend plus une rhétorique qui cherche à convaincre ou persuader mais qui ambitionne d'offrir une vitrine à la politesse française, de représenter la bienséance et l'autorité monarchiques. Avec elle, le conformisme devient la règle et le logos est de nouveau mis en avant. Prônée par Claude Favre de Vaugelas dans ses Remarques sur la langue française utiles à ceux qui veulent bien parler et bien écrire (1647), Jean Chapelain et René Bary avec sa Rhétorique française (1653) mais aussi avec Les Secrets de notre langue (1665), le poète Nicolas Boileau surtout, la rhétorique a pour but de fortifier et de promouvoir une langue résolument nationale.
La conception classique entend dépasser la simple imitation des Anciens. Il ne s'agit pas non plus, insiste Michel Meyer, d'annoncer les Modernes. En réalité, la rhétorique classique marque un retour au pathos antique, tout en affirmant la supériorité de son éloquence sur le passé.

### Baltasar Gracián

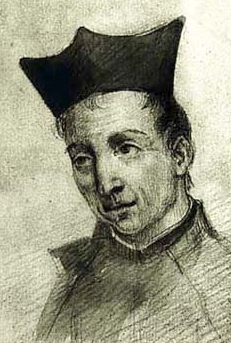
Baltasar Gracián.

Le mouvement rhétorique issu du baroque se maintient par ailleurs en Espagne surtout, à travers le courant rhétorico-littéraire appelé « conceptisme », à orientation politique marquée. Les romans picaresques véhiculent les thèmes du conceptisme : la corruption morale de la Cour et l'hypocrisie partisane. Baltasar Gracián exige dans son Traité des pointes et du bel esprit (1648) un retour à la rhétorique traditionnelle. Les traits d'esprit et les « portraits au vitriol » rapidement esquissé à travers des épigrammes deviennent le moyen rhétorique de dénoncer la Cour. Débusquer les paradoxes de celle-ci est l'un des lieux rhétoriques du conceptisme de Gracián.

### La rhétorique religieuse
La conception classiciste d'une langue claire et d'une rhétorique à la faveur du pouvoir royal (celui de Louis XIV) s'institutionnalise. Le logos sert alors la foi chrétienne à la Cour de France. L'École française de spiritualité créée par le cardinal de Bérulle est un courant christologique (qui considère que Jésus est le centre de l'histoire). Les modèles deviennent saint Augustin, Longin et Nicolas Boileau qui traduit ce dernier en français en 1674. L'Art poétique de ce dernier est un véritable manifeste de la rhétorique classique dont le but est d'abord « de plaire et de toucher ». Le logos remarque Michel Meyer n'est pas la seule valeur rhétorique mise en avant, en dépit d'une image rationnelle que le discours historique moderne a pu avoir sur la période du Classicisme.
Avec l'École de la spiritualité, qui réunit Blaise Pascal, Pierre Nicole, Nicolas Malebranche ou encore le magistrat Jérôme Bignon « la fonction persuasive de la rhétorique passe au second plan, tandis que c'est la fonction représentative du langage qui est de plus en plus affirmée. ». En réalité c'est la « victoire de la belle prose sur le style parlé » selon Michel Meyer.

### Bernard Lamy et la «nouvelle rhétorique»
Le père Bernard Lamy (1640 ap. J.-C. - 1715 ap. J.-C.), oratorien de renom, publie en 1675 L'Art de parler qui expose une conception de la rhétorique à la charnière entre acquis classiques et lucidité moderne, cité par de nombreux auteurs. Lamy fait en premier lieu le tour des conceptions de l'époque, qu'il synthétise dans son ouvrage. En réalité il est le premier à exprimer une réflexion non plus sur la forme mais sur le langage en lui-même, vision qui influencera après lui Condillac, Denis Diderot, Jean-Jacques Rousseau et Nicolas Beauzée. Le langage est chez lui « le tableau de nos pensées » composé de deux fonctions, celle de représentation (le langage représente la réalité) et celle d'exposition (il doit permettre d'exposer ses idées) héritées des traités antiques. Lamy va ainsi faire assumer à la rhétorique le rôle de ces deux fonctions, ce qui a pour résultat d'étendre la partie de l'« elocutio » à d'autres domaines comme la phonétique, la grammaire et la théorie des tropes. Pour Lamy, la rhétorique émane avant tout des passions, qui est la force du discours. Les figures permettent ainsi de transmettre les sentiments de l'orateur, ainsi que sa représentation du monde ; le langage devient donc, par le discours, l'instrument de relations interpersonnelles.

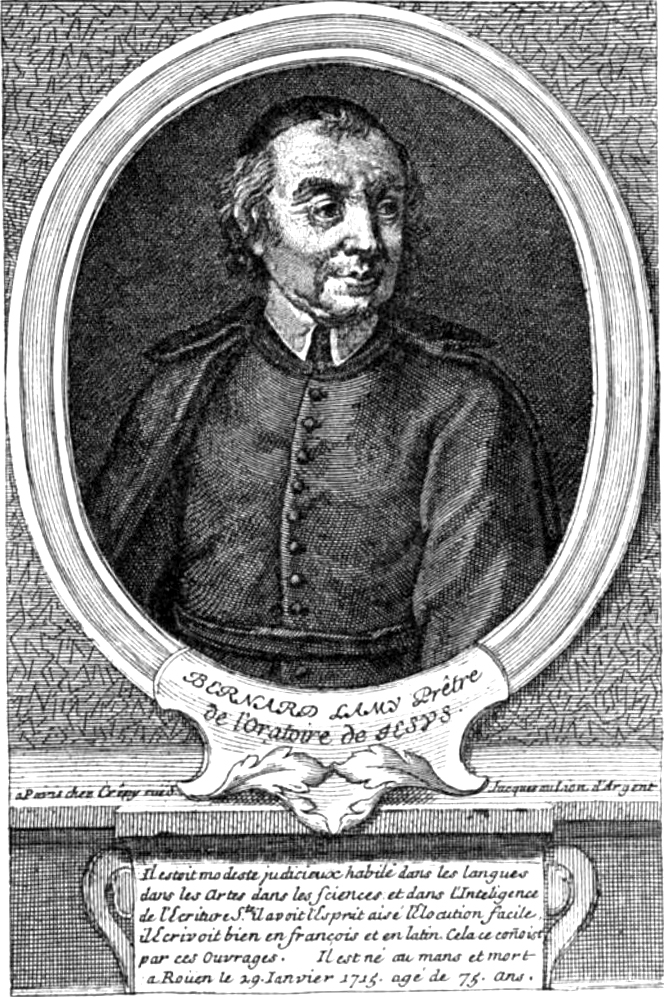
Bernard Lamy.

## Rhétorique en France et ailleurs auxXVIIIeetXIXesiècles

### Théories de la rhétorique et traités
Selon Michel Meyer, dès le XVIIe siècle le logos devient l'objet de la rhétorique, qui passe ainsi dans le discours des philosophes comme, au siècle des Lumières, Emmanuel Kant ou Jean-Jacques Rousseau. Cependant, cette rhétorique n'est pas coupée des sentiments et du pathos ; d'une part l'avènement du sujet permet de constituer un système rhétorique où le locuteur est premier. Celui-ci peut dès lors libérer à la fois ses idées personnelles et ses émotions ; il parle aussi d'une « esthétique rhétorique préromantique ». 
D'autre part, un certain type de discours ne défendent plus des valeurs personnelles mais sont mises au service du pouvoir. En France elle est perçue, après la Révolution de 1789, comme un élément de l'Ancien Régime ; elle sera de fait exclue de l'enseignement jusqu'en 1814. Les harangueurs de la Révolution française, dans toute l'Europe, useront ainsi d'une rhétorique à dimension éthique et collective, fondée sur la raison. La conception française se fixe en effet, jusqu'à aujourd'hui, à travers le Discours sur l'universalité de la langue française d'Antoine Rivarol, en 1784, qui associe la « clarté » à la raison, et donc au français, langue claire et censée être « incorruptible ».

### Giambattista Vico

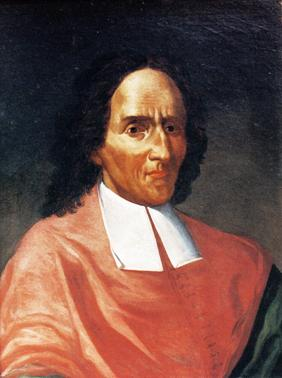
Giambattista Vico.

Le professeur de rhétorique napolitain Giambattista Vico (1668 ap. J.-C. - 1744 ap. J.-C.) publie en 1725 les Principes d'une science nouvelle relative à la nature des nations. Mêlant histoire et rhétorique, il voit dans les tropes, non des « ornements de langage » mais le signe de la véritable langue naturelle, celle des poètes, qui avaient accès à la réalité du monde. Il distingue ainsi quatre tropes : la métaphore, la métonymie, la synecdoque et l'ironie. 
Chacune de ces tropes marquent une évolution de l'esprit humain, et de la civilisation. La métaphore est ainsi première lors de « l'âge des dieux » où les objets sont imagés. Lors de « l'âge des héros », l'esprit a accès aux qualités par la métonymie et aux relations de cause à effet. Avec le quatrième âge, celui des hommes, l'esprit généralise en partant du détail ; c'est la période de la synecdoque qui prend la partie pour le tout. Le quatrième âge est l'époque de l'abstraction et de l'ironie.
Par ce système pseudo-historique, Vico souhaite fusionner éthique, esthétique et logique au sein d'une rhétorique renouvelée. Il place comme valeur maîtresse l'« ingenum », c'est-à-dire l'« ingéniosité » qui doit guider l'orateur au-delà du simple respect de la méthodologie : « ne découvrons pas les vérités, faisons-les (...) construisons-les par l'esprit. » 
Pour Michel Meyer, « Vico réaffirme l'origine rhétorique de la connaissance ».

### César Chesneau Dumarsais

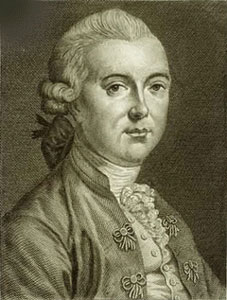
César Chesneau Dumarsais.

Le grammairien et encyclopédiste César Chesneau Dumarsais dans son Traité des Tropes (1730) , son œuvre principale, s'attache aux figures de rhétorique. Il consomme définitivement le divorce entre l'art oratoire d'une part et l'art poétique d'autre part. Il expose d’abord ce qui constitue le style figuré, et montre combien ce style est ordinaire à l'écrit comme à l'oral. Il appelle « trope » une espèce particulière de figure qui modifie la signification propre d'un mot. Il détaille ainsi l’usage des tropes dans le discours, en appuyant ses observations d’exemples. Il définit le trope (notion non encore différenciée de celle de « figure de style ») comme « des figures par lesquelles on fait prendre à un mot une signification qui n'est pas précisément la signification propre de ce mot. » Grammairien avant tout, Dumarsais excelle néanmoins dans l'analyse du genre de l'éloge.

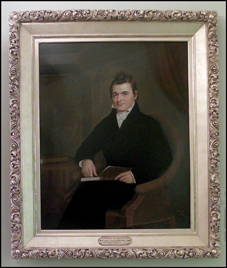
George Campbell.

En Angleterre, les traités et manuels de rhétorique se multiplient, dès l'expansion coloniale du Royaume-Uni. Très précis et pratiques, ils permettent de favoriser une rhétorique dite « élocutionnaire », c'est-à-dire centrée sur la gestuelle et la prononciation. Représentée par Thomas Sheridan, John Walkers avec Elements of Elocution (1781), ou Gilbert Austin, cette conception met en avant le théâtre comme lieu privilégié de l'éloquence. Joseph Priestley (1733 - 1804), professeur de rhétorique à Warrington compose en 1777 A Course of Lectures on Oratory and Criticism. Priestley distingue le système rhétorique en 5 parties : la recollection (découverte des arguments), la method (l'arrangement), le style et l'élocution. Il distingue le discours en deux types par ailleurs : la narration (qui regroupe la fiction et les essais de géographie ou de science par exemple) et l'argumentation (qui se fonde sur l'induction et la synthèse).

### George Campbell
Le philosophe écossais George Campbell dans sa Philosophie de la rhétorique (1776) considère que la rhétorique ne doit pas persuader mais doit chercher l'adhésion volontaire, par la démonstration de l'« évidence », des interlocuteurs. Campbell entend par là contrer le scepticisme et le relativisme alors en développements et battant en brèche le sentiment religieux. Il distingue deux types de discours : celui de l'historien (qui est « probable ») et celui du poète (qui est « plausible »). La vérité devient le maître-mot de la rhétorique anglaise, qui devient pragmatique en somme avant l'heure et au sein de laquelle le discours est « une production et un déploiement d'effets de sens et d'effets sur nos sens. ».

### Pierre Fontanier
Pierre Fontanier fut un grammairien français. Il est l'auteur de deux manuels qui recensent et étudient de manière systématique les figures de style. Ces deux ouvrages formèrent la base de l'enseignement de la rhétorique en France au XIXe siècle. Il s'agit du Manuel classique pour l'étude des tropes (1821) et de Des figures autres que tropes (1827) inséparables l'un de l'autre. Les Figures du discours (1821 - 1830) constitue l'« aboutissement de la rhétorique française ». Les Figures du discours représente une des tentatives les plus rigoureuses pour définir avec précision le concept de figure, pour établir un inventaire systématique et pertinent. Mais Fontanier veut également définir le plus rigoureusement possible le concept de « figure de style ». Néanmoins, pour Michel Meyer, Gérard Genette également (qui a permis de redécouvrir Fontanier), l'auteur a théorisé une « fonction herméneutique » des tropes, esquissant ce qui sera au XXe siècle la « théorie de l'écart » (selon laquelle l'effet des figures de style provient d'un écart entre une phrase normale et une phrase avec un « ornement du discours »).

### Développement d'une rhétorique du discours politique auXIXesiècle

#### Le discours révolutionnaire français
Selon Michel Meyer, la rhétorique perd son statut d'art noble au profit de l'histoire et de la poésie au XIXe siècle. Sa dimension éthique disparaît et elle devient un instrument oratoire au service du pouvoir principalement, dimension accentuée par l'usage qui en est fait par les révolutionnaires français. Il y a donc dans un premier temps une réduction du champ rhétorique au profit d'autres disciplines. Par ailleurs, au sein même du système rhétorique, seule une tradition éthique demeure au sein des cercles catholiques conservateurs qui accusent la Décadence de l'éloquence, titre de l'ouvrage de l'évêque de Troyes, Étienne Antoine Boulogne (1747 - 1825), publié en 1818, se maintient. Parallèlement, partout en Europe, les manuels de rhétorique classique se multiplient, véhiculés par l'idéal de liberté amené par la Révolution française et propagée par les conquêtes napoléoniennes.

L'éloquence a véhiculé le discours révolutionnaire français. Le Serment du Jeu de Paume
par Jacques-Louis David

#### La critique romantique
Cependant, le mouvement esthétique du Romantisme déclare la guerre à la rhétorique, art royaliste par excellence, symbolisant l'Ancien Régime. Victor Hugo, chef de file des romantiques français proclame ainsi dans son recueil de poésie intitulé Les Contemplations en 1856 : « Guerre à la rhétorique et paix à la syntaxe! » 
L'attaque romantique aboutira, par le débat politique, vers la suppression de la rhétorique aux programmes d'enseignement, en 1885, par Jules Ferry. La discipline est irrémédiablement remplacée par des cours d'« histoire des littératures grecques, latines et françaises ». Pour les défenseurs de l'art oratoire de l'époque, comme Antelme Édouard Chaignet (1819 - 1901), auteur de La Rhétorique et son histoire (1888), cette décision marque la mort de la rhétorique datant des Grecs.

#### La rhétorique politique américaine

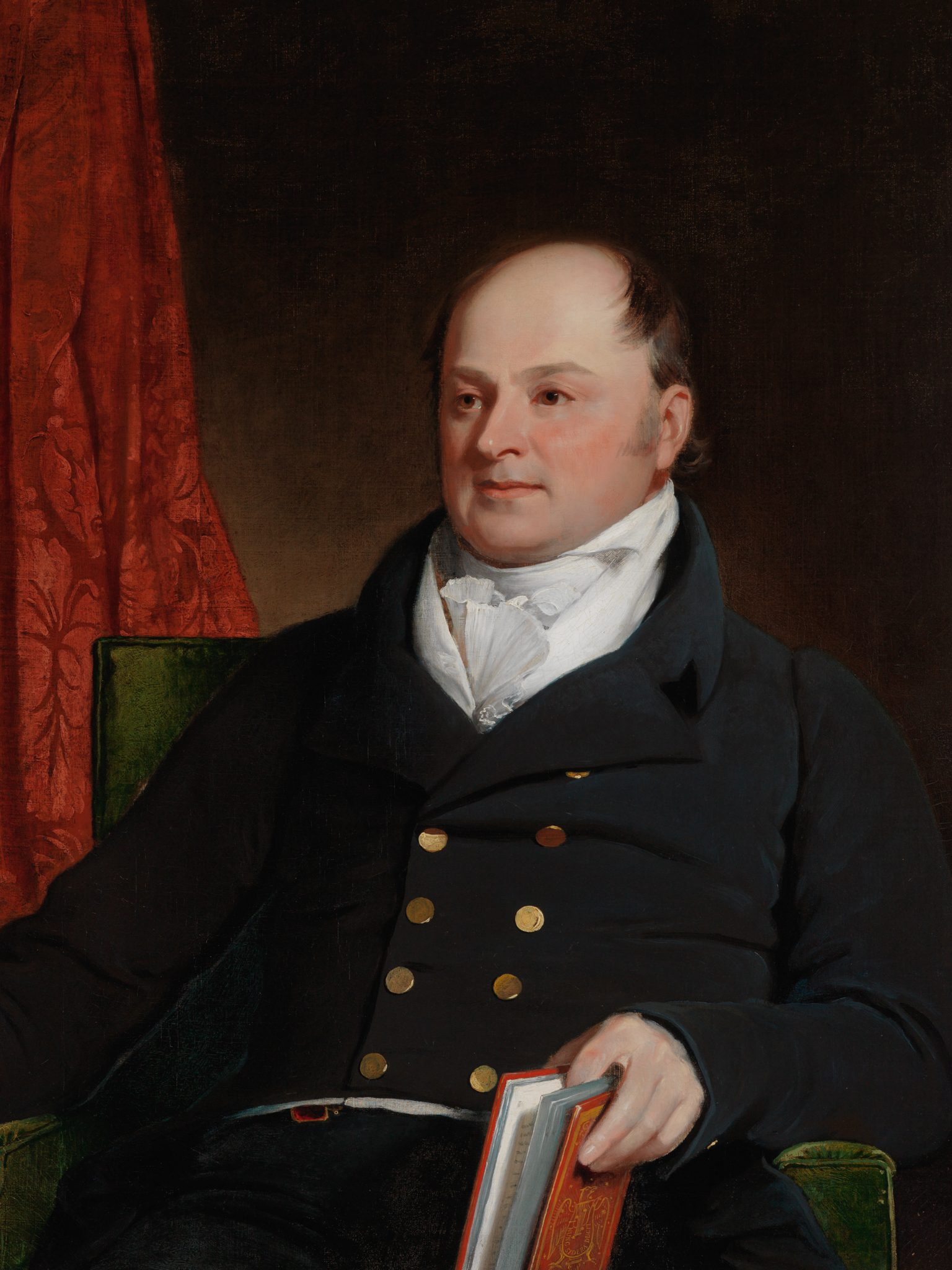
John Quincy Adams.

Aux États-Unis, selon Michel Meyer, la rhétorique est associée au débat politique et démocratique, à l'élévation sociale et à la défense du justiciable. Les philosophes américains prennent en compte l'histoire de la rhétorique et comparent les différentes traditions. Ainsi, Thomas Jefferson écrit un Manuel de pratique parlementaire et une partie de la Déclaration d'indépendance des États-Unis alors que Thomas Smith Grimké rédige lui une Comparaison des éloquences grecques et américaines. Le professeur de rhétorique John Quincy Adams sera ainsi élu en 1825 à la présidence. Pour Michel Meyer il faut chercher dans l'esprit de la Contre-Réforme et dans l'éthique protestante la source de cette rhétorique pragmatique, tournée vers l'utilité. Selon Philippe-Joseph Salazar, la république américaine a été voulue, par ses fondateurs, comme une remise en jeu de la rhétorique romaine. La rhétorique y est en effet continuellement enseignée depuis le XVIIIe siècle. L'américain Kenneth Cmiel, dans Democratic Eloquence: The Fight over Popular Speech in Nineteenth-century America analyse ainsi la tradition cicéronienne à laquelle la politique américaine, dès ses débuts, se réclame.

## Rhétoriques modernes (XXesiècle) et contemporaines

### Conditions d'un retour de la rhétorique
Pour J. Bender et D. E. Wellbery, dans The Ends of Rhetoric: History, Theory, Practise le XIXe siècle a d'abord marqué la « mise à l’écart de la rhétorique ». La pensée positiviste, qui voit dans l’écriture scientifique le seul type de discours permettant d'accéder à la vérité absolue, rejette la rhétorique comme l'art du mensonge institué, notamment dans l'enseignement. En littérature, le romantisme considère que l'art oratoire constitue une entrave à la liberté d’écriture et à l'inspiration de l'écrivain ; cette conception marquera durablement la littérature du XXe siècle. La notion de style bat déjà en brèche l'institution du système rhétorique qui sera consommé au début du XXe siècle. 
La différence essentielle avec la rhétorique ancienne est que la contemporaine n'entend plus fournir des techniques, mais à un caractère scientifique, en ceci qu'elle veut dégager les règles générales de la production des messages. Il ne s'agit plus de former des rhéteurs mais de réfléchir sur les rhéteurs et le discours, sur les rôles du locuteur et de l'interlocuteur. Il s'agit d'une période riche en conceptions et théories, parfois très personnelles voire uniquement le fait d'un auteur. Par ailleurs, un ensemble de sciences éclairent le discours sur l'art oratoire, qui s'enrichit des apports de la linguistique, de la psychologie ou encore des mathématiques. Pour Michel Meyer, contrairement aux siècles précédents, le XXe siècle réalise la synthèse des trois rhétoriques originelles, celles fondées alternativement sur l'èthos, le logos et le pathos. Par ailleurs, remarque-t-il, la confusion entre argumentation et rhétorique est constante au sein des conceptions modernes tendant à établir un système général du discours persuasif. C'est le cas des rhétoriques de Chaïm Perelman ou d'Oswald Ducrot par exemple. La rhétorique a surtout été étudiée par les spécialistes français, mais aussi anglo-saxons. Les études françaises ont cependant considérablement marqué la discipline. Sept « néo-rhétoriques » de langue française naissent dans la seconde moitié du XXe siècle.

### Traité de l'argumentation, la nouvelle rhétoriqueet renouveau de la tradition aristotélicienne
Le professeur de logique, de morale et de métaphysique, dont les recherches s’inscrivent à la fois dans le domaine du droit, et de la rhétorique de l’argumentation Chaïm Perelman, enseignant à l'université libre de Bruxelles, ressuscite la rhétorique comme pratique fondée, par opposition à la logique du discours. La « nouvelle rhétorique » a été initiée par Chaïm Perelman dans son ouvrage écrit en 1958 avec Lucie Olbrechts-Tyteca, Traité de l'argumentation, la nouvelle rhétorique. À la suite d'Aristote ou d'Isocrate, l'ouvrage s'inscrit dans la grande tradition rhétorique de la théorie du discours persuasif. Le but est à l'origine d'essayer de savoir comment fonder les jugements de valeur. L'argumentation et son rôle prépondérant dans la rhétorique sont les éléments fondateurs de cette « nouvelle rhétorique ». Il faut toutefois noter que cette école n'a eu qu'une influence tardive et controversée (dans les années 1990) sur la réflexion menée en France. Le sophisme ou l'argumentation fondée sur la violence sont mis de côté ; pour Jean-Jacques Robrieux, Perelman ignore une grande partie des aspects formels de la rhétorique, et en premier lieu l'élocution.
Cette rhétorique, aujourd'hui illustrée par Michel Meyer, élève de Perelman, étudie les mécanismes du discours social général et de son efficacité pratique ; elle se penche par exemple sur la propagande politique ou commerciale, et la controverse juridique ou philosophique. Marc Angenot étudie quant à lui les effets manipulateurs du discours, dans La parole pamphlétaire (1982). Des auteurs américains ont enfin complété la ligne théorique de Perelman, évoqués par Christian Plantin dans Essais sur l'argumentation (1990) ; en Allemagne, Heinrich Lausberg poursuit ses travaux.

### Roman Jakobson et l'approche «tropologique»

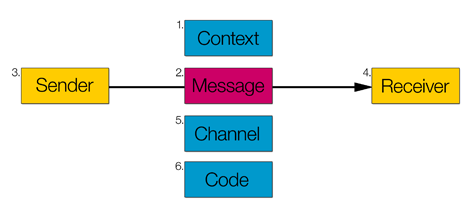
Le schéma de la communication selon Roman Jakobson.

L'autre cadre qui permet la résurrection de la rhétorique est la poétique contemporaine, issue du structuralisme et de la sémiotique. Dans les années 1960, la linguistique a en effet été en quête de structures linguistiques qui seraient spécifiques à la littérature, recherche que la stylistique ne permettait pas de mener. Dès 1958, Roman Jakobson donnait une nouvelle jeunesse au couple métaphore/métonymie, et dès 1964 Roland Barthes notait que la rhétorique méritait d'être repensée en termes structuraux. Cette approche met l'accent sur la rhétorique des tropes ou figures d'écart, la réduisant à l'élocution. « La rhétorique n'est plus l'art de persuader, mais simplement de plaire » dorénavant. Dans les années 1960 et 1970 les travaux de Tzvetan Todorov et de Gérard Genette (avec son article intitulé La rhétorique restreinte), de Roland Barthes enfin, poursuivent cette approche. S'y adjoignent le travail de Georges Molinié et d'Henri Morier qui inventorie les termes de poétique dans son Dictionnaire de poétique et de rhétorique (1961) mais sans donner de place aux notions d'argumentation. Par contre, les travaux riches et exemplaires de Louis Marin s'inscrivent seulement en partie dans cette tendance. Enfin, cette approche donne une importance aux interprétations psychanalytiques, en premier lieu celles de Jacques Lacan qui étudie le couple métaphore/métonymie.

### Groupe µ

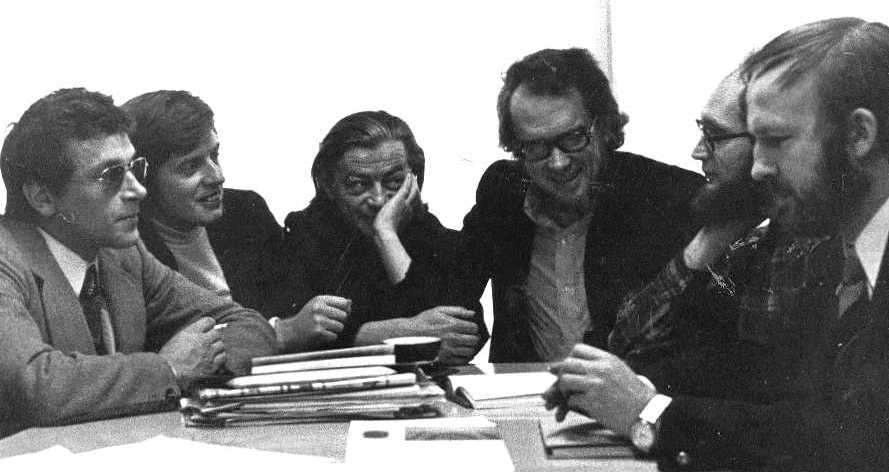
Le Groupe Mu (ou µ) en 1970, à Liège. De gauche à droite : F. Pire, J.-M. Klinkenberg, H. Trinon, J. Dubois, F. Edeline, P. Minguet.

Le Groupe µ (se prononce « mu ») de l'université de Liège, est un collectif de linguistes dont les travaux portent essentiellement sur les mécanismes sémiotiques à l'œuvre dans la figure et reposant davantage sur la rhétorique classique. Visant une rhétorique générale (1982), les travaux du groupe µ ont permis d'adapter la notion de figure à d'autres sémiotiques que la langue, par exemple à la sémiotique visuelle. Le langage naturel est avant tout figuratif ; de l'écart réalisé et perçu entre ces deux pôles naît le sens et la figure de style. Distinctes l’une de l’autre parce que s'inscrivant dans des traditions différentes, la néo-rhétorique de l’argumentation et la néo-rhétorique des figures, ont de nombreux points en commun, qui ont été mis en évidence par Jean-Marie Klinkenberg : elles étudient en effet toutes deux comment le sens circule dans un groupe social, et surtout comment il peut évoluer. Le Groupe µ se focalise particulièrement sur les systèmes figuratifs ainsi que sur la propagation du raisonnement au sein du discours scientifique.

### «École française de rhétorique» de Marc Fumaroli
Sous l'impulsion de Marc Fumaroli, fondateur de la Société internationale pour l'histoire de la rhétorique, avec Nancy Struever et Brian Vickers, se développe, à partir des années 1970 et sur la base des études de la Renaissance et du classicisme, une école française de rhétorique qui incarne vraiment ce qu'on nomme le « rhetorical turn » et marqué par la création d'une chaire de rhétorique au Collège de France, par l'édition d'une Histoire de la rhétorique dans l'Europe moderne aussi qui valut à Marc Fumaroli la consécration du prix Balzan.
Cette école française de rhétorique vient de marquer trente ans de travaux. Ces recherches rencontrent celles issues de la réflexion de philologues hellénistes et latinistes sur les Sophistes et sur Cicéron, tels que Jacques Bompaire, Eugène Dupréel et Jacqueline de Romilly. Se forge ainsi une école française de rhétorique dont les préoccupations s'étendent de la mythologie indo-européenne (Georges Dumézil) aux travaux de Jacques Derrida sur la voix, en passant par le Moyen Âge latin avec Alain Michel, la Renaissance avec Pierre Laurens, le XVIIe avec Roger Zuber, Marc Fumaroli enfin pour l'époque moderne et contemporaine. Cette école française de rhétorique est critique à la fois du formalisme des théories de l'argumentation et de l'absence des données historiques du structuralisme sémiotique : elle fonde la rhétorique dans le fait culturel. Ainsi, les études culturelles de l'École française de rhétorique portent sur la philosophie antique avec Nicole Loraux, Barbara Cassin et Carlos Lévy, l'histoire littéraire avec Delphine Denis et Antoine Compagnon, la sociologie et l'anthropologie des représentations avec Bruno Latour, Marcel Detienne et Philippe-Joseph Salazar, les études de gestion avec Romain Laufer (HEC-International), les études littéraires et de théorie de l'art, dans les travaux, entre autres, de Marc Fumaroli et de ses disciples historiens de l'art telles que Françoise Waquet et Colette Nativel.

### Rhétorique et société: l'approche communicationnelle
Partant des techniques de persuasion, dès les années 1950, à travers le discours publicitaire, l'approche communicationnelle est une démarche sémiologique héritée du structuralisme. D'abord psycho-sociologique, avec Vance Packard, dans La persuasion clandestine (1958), la sémiologie de Roland Barthes va marquer cette approche qui place le discours rhétorique au cœur de la société de consommation. Barthes, dans son article Rhétorique de l'image analyse les codes et les réseaux de signification d'une image publicitaire. Cette approche analyse également les messages non verbaux, conditionnés par la sociologie et le groupe. Pour Roland Barthes, « Il est [même] probable qu'il existe une seule forme de rhétorique, commune par exemple au rêve, à la littérature et à l'image », et pour laquelle la sémiologie donne les clés de compréhension. Les figures de style deviennent ainsi un instrument d'analyse du discours et de l'imaginaire existant en arrière-plan de celui-ci (c'est notamment les travaux de Jacques Durand, dans son article).

### Rhétorique et linguistique

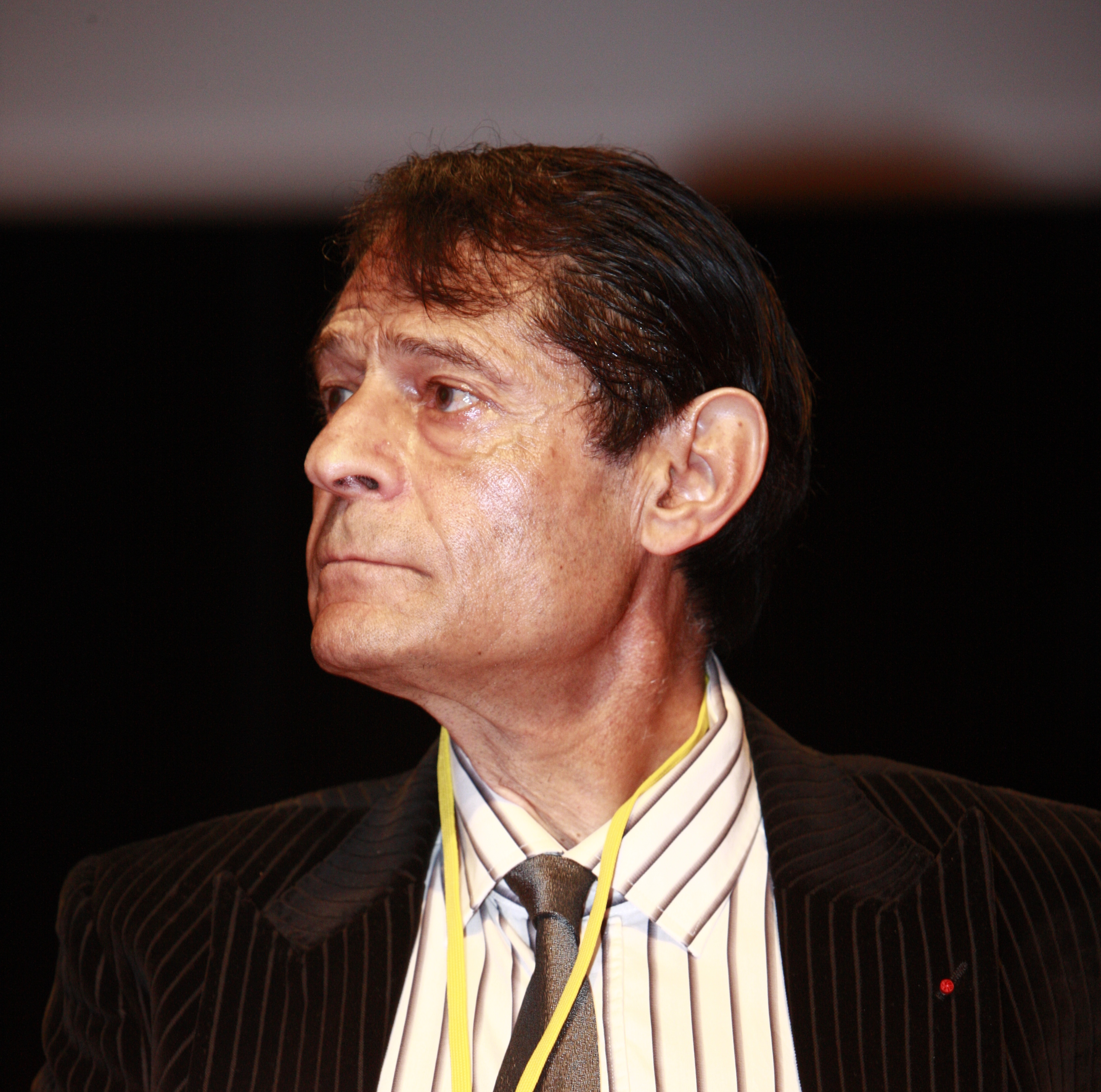
Claude Hagège.

Initiée par Jean-Claude Anscombre et Oswald Ducrot, l'approche pragmatique dite de l'« école d'Oxford », s'efforce de restituer les actes de langage dans le contexte énonciatif. Le discours est ainsi un ensemble de présupposés et d'implicites. Néanmoins son objet reste la langue et non spécifiquement le discours, au sein desquels le locuteur comme personne sensible et intentionnelle a une place prépondérante. Pour Claude Hagège, la rhétorique est l'ancêtre de la pragmatique actuelle, héritée de Pierce et de Seele. Les tropes et les figures sont ainsi des moyens détournés, pour le locuteur, de convaincre son interlocuteur, par le recours à des spécifications du discours. Hagège cite ainsi les « actes de paroles » dits indirects et l'ambiguïté syntaxique (comme l'ellipse), l'intonation également. La rhétorique parle finalement des faits linguistiques, donc de « l'inscription des sens dans la matière du discours » ; dimension universelle par ailleurs, que la pragmatique, à travers les travaux de M.C.Porcher.

### Approche logico-linguistique: lelinguistic turn
La logique formelle prendra pour objet la rhétorique, dans une perspective argumentative. En faisant évoluer la logique à partir de la syllogistique d'Aristote, des chercheurs tels Wittgenstein, Frege, Russel ou Quine explorent les fondements d'une philosophie du langage. Cette approche ne concerne cependant qu'une partie de la rhétorique, celle portant sur le langage formel de type logico-mathématique, sans avoir recours à la sémantique, source d'incertitudes et de connotations. De cette approche, nommée le linguistic turn (le « tournant linguistique ») la rhétorique rompt complètement avec la logique, qui devient un instrument des sciences formelles et de la philosophie axiomatiques. Le tournant linguistique est en effet une démarche historienne qui considère que toute recherche historique doit nécessairement s’intéresser au langage ou au discours, lui-même décomposable en structures logiques.
Ce langage logique devient ainsi une langue artificielle qui a notamment pour tâche d'éliminer les ambiguïtés inhérentes au discours. Or, pour Chaïm Perelman, la rhétorique se fonde en partie sur cette possibilité de double interprétation et d'implicite ; la logique formelle ne peut donc totalement rendre compte de l'art oratoire.

### Ivor Armstrong Richards
Ivor Armstrong Richards (1893 - 1979) est un critique littéraire, auteur de The Philosophy of Rhetoric (1936), texte important de la rhétorique moderne, dans lequel il définit l'art oratoire comme « une étude du malentendu et de ses remèdes » (« a study of misunderstandings and its remedies »). Pour Michel Meyer, Richards marque une réaction au linguistic turn qui se veut logiciste. Richards refuse donc le postulat selon lequel le langage naturel est logique et s'intéresse au pluralisme du sens au sein du discours. Il introduisit également les notions de « tenor » et de « vehicle » qui permettent d'analyser la structure des figures d'analogie. Mais l'apport de Richards réside avant tout dans la réhabilitation du pathos dans la rhétorique (l'auditoire tente de lever les malentendus), ainsi que celui de l'èthos (le but moral de l'orateur est d'éviter les malentendus). Pour lui, la rhétorique est « la possibilité d'éliminer non la pluralité de significations mais les malentendus qu'elle engendre. ».

### Kenneth Burke: rhétorique et identité
Kenneth Burke, poète, rhétoricien et philosophe également est l'auteur d'une analyse des motivations psychologiques en rhétorique, à travers ses ouvrages : Counterstatement (1931), A Grammar of Motives (1945), A Rhetoric of Motives (1950), et Language as Symbolic Action (1966). La rhétorique doit pour lui éduquer ; elle s'enracine dans la fonction symbolique du langage. Pour Burke, la rhétorique trouve ses fondements historiques dans la magie, car elle prend en compte les identités des protagonistes. Le mécanisme d'identification, qui s'apparente à l'utilisation des quatre tropes fondamentaux, est ainsi très puissant : l'orateur s'identifie par exemple à son auditoire ou à une qualité humaine.

### Orientations trans-disciplinaires
Le XXIe siècle est marqué par la naissance d'études trans-disciplinaires sur, ou partant, de la rhétorique. L’analyse de discours est une première approche multidisciplinaire qui s'est développée en France, en Grande-Bretagne et aux États-Unis à partir des années 1960. Elle emprunte de nombreux concepts aux champs de la sociologie, de la philosophie, de la psychologie, de l’informatique, des sciences de la communication, de la linguistique et de l’histoire. Elle s'applique à des objets aussi variés que, par exemple le discours politique, religieux, scientifique, artistique. Si la psychologie s'y intéresse, et notamment dans la mesure où le discours reflète l'état d'esprit de celui qui le professe, des auteurs, surtout anglo-saxons, la rapprochent d'autres domaines dans une dimension sociale et historique. Dans At the Intersection: Cultural Studies and Rhetorical Studies (ouvrage collectif sous sa direction) Thomas Rosteck établit une étude des rapports de la rhétorique avec la culture. Glenn Stillar quant à lui, dans Analyzing Everyday Texts: Discourse, Rhetoric and Social Perspectives explore les conditions sociologiques présidant à la constitution des discours. Enfin, sur internet, la revue Kairos rassemble de multiples universitaires travaillant sur l'apport technologique à l'analyse du discours, à travers la notion de « technorhétorique » (l’écriture assistée par ordinateur).
Enfin, la redécouverte du système rhétorique est pour certains auteurs comme Olivier Reboul et Chaïm Perelman un retour à une unité de la discipline, qui redevient une théorie générale de l'argumentation et de la communication. Le discours juridique, scientifique, pédagogique, philosophique etc. sont autant de pratiques particulières de la rhétorique. Ainsi conçue, elle couvre « le champ immense de le pensée non-formalisée », à tel point que selon le philosophe allemand Walter Jens « elle est l'ancienne et nouvelle reine des sciences humaines ».